# Clypeaster
Genre
Clypeaster est un genre d'oursins plats de la famille des Clypeasteridae.

## Description

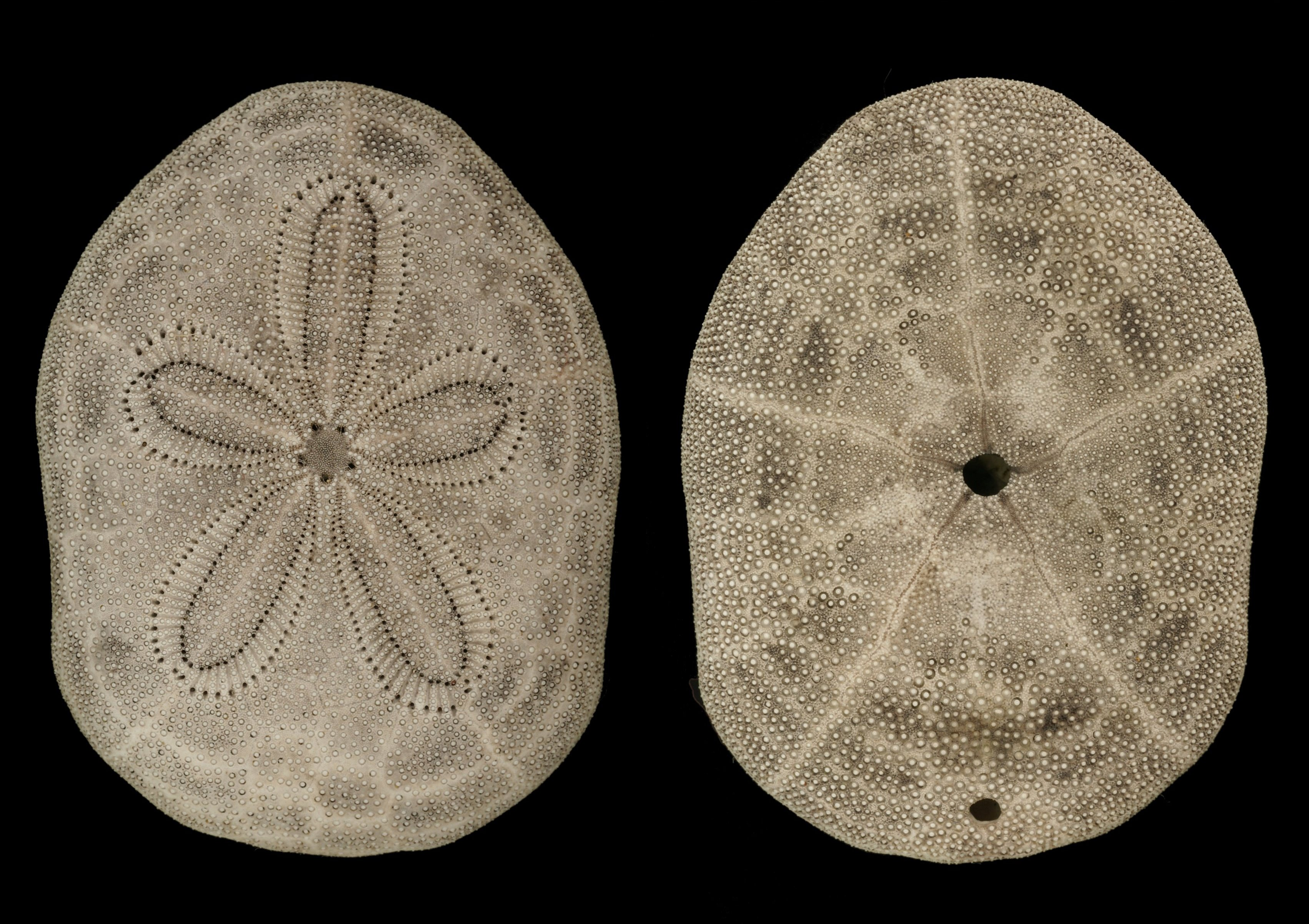
Test de Clypeaster reticulatus : face supérieure (à gauche) et inférieure (à droite).

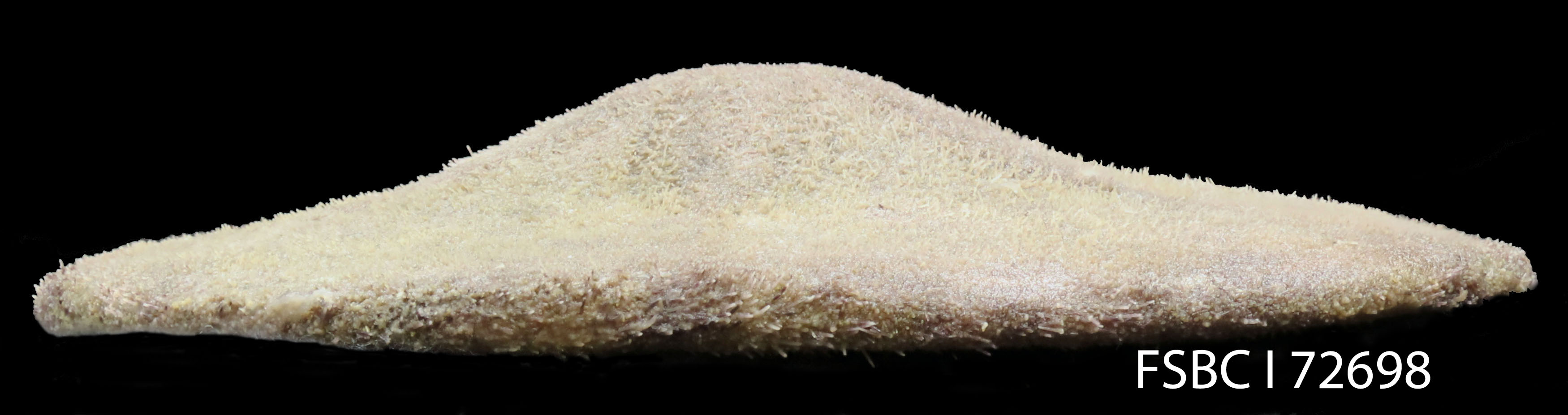
Clypeaster luetkeni vu de profil. Cette espèce est particulièrement aplatie.

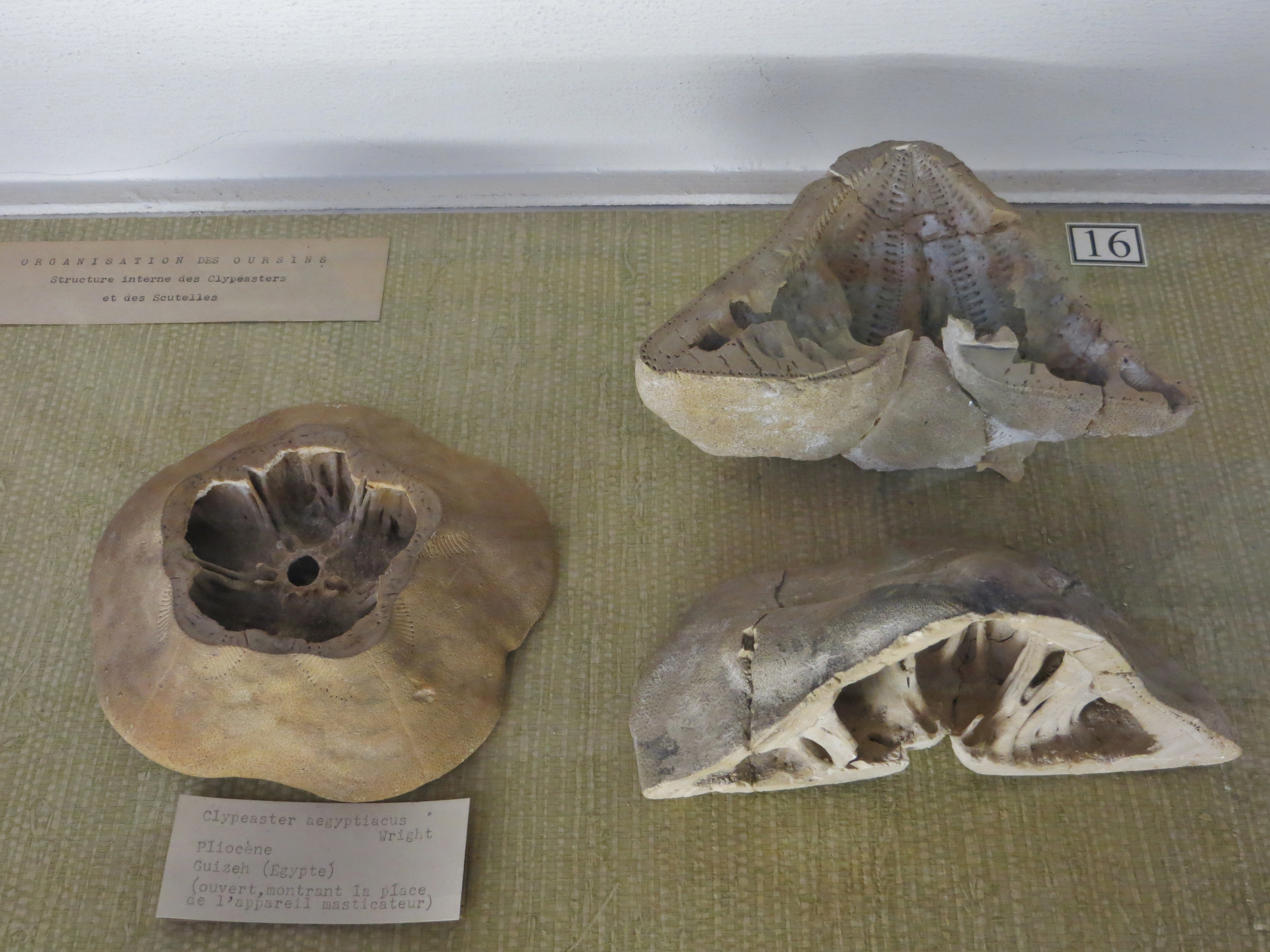
Différentes coupes de Clypeaster aegypticus, montrant les cloisons et piliers qui assurent la solidité du test (MNHN).

Ce sont des oursins plats irréguliers, dont l'anus a migré du disque apical vers la périphérie de la face orale du test (coquille), pour former un « arrière ». Ils mesurent généralement autour de 5 cm de diamètre. Les aires ambulacraires sont en forme de 5 gros pétales, comme chez tous les Clypeasteroida. Les podia y sont modifiés en papules respiratoires (comme des branchies). Ces modifications accompagnent un changement de mode de vie : ils vivent enfouis dans le sable le jour et sortent la nuit pour se nourrir. Ils sont détritivores ou microphages, et il en existe un nombre impressionnant d'espèces, ayant colonisé les sables et sédiments de nombreux rivages de par le monde. Certaines espèces sont presque parfaitement plates alors que d'autres sont très bombées, les tailles varient également suivant les espèces d'entre quelques centimètres et plusieurs dizaines de centimètres. 

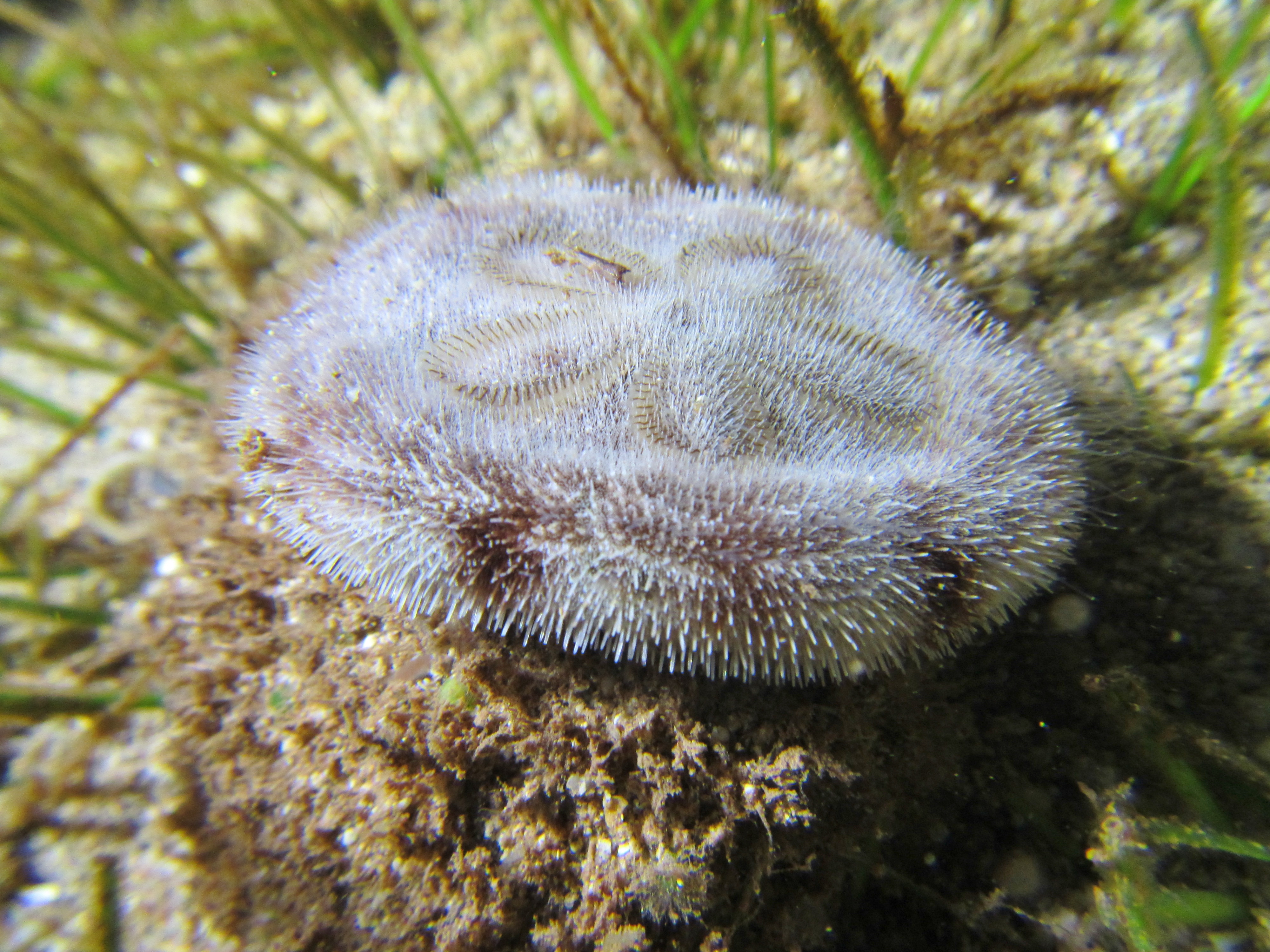
Clypeaster reticulatus vivant, de profil (à Mayotte).
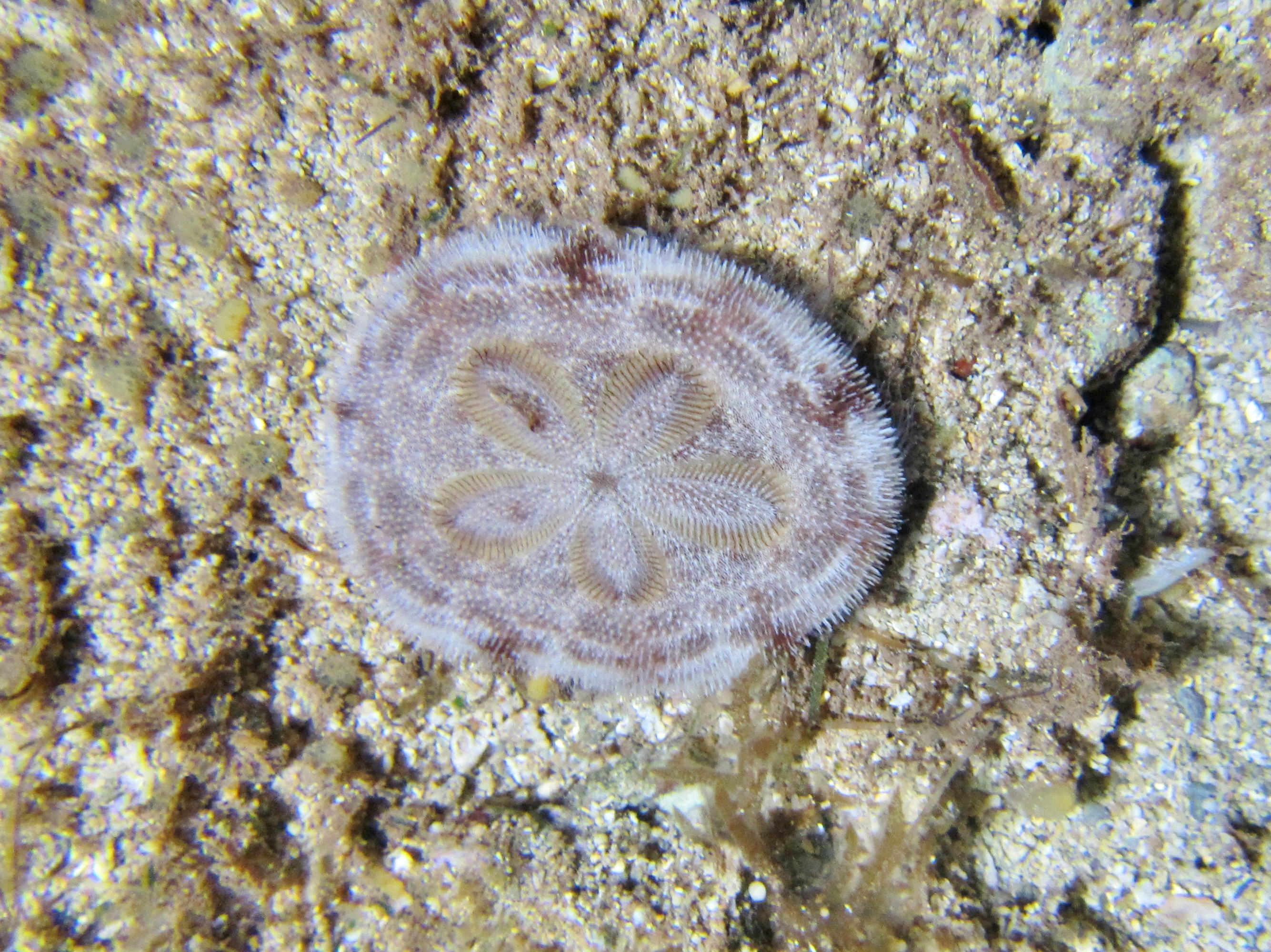
idem, du dessus.

Ce genre est apparu à la fin de l'Éocène.

### Caractéristiques squelettiques
Le test est ovale à subpentagonal, avec une marge arrondie. 
Le disque apical est central, et porte 5 gonopores. 
Les contreforts internes sont généralement bien développés à la périphérie, avec des partitions circonférentielles et de fins piliers centraux. 
Les pétales sont bien développés et les plaques sont composées, alternant avec des demi-plaques. 
Tous les ambulacres sont disjoints sur la face orale. 
Le périprocte est situé en position orale, tourné vers la marge postérieure ; il est positionné entre les troisième et quatrième paires de plaques interambulacraires post-basicoronales. 
Les sillons nutritifs forment des lignes droites perradiales ; ils ne sont pas ramifiés et ne dépassent pas de la face orale. 
Les pores et tubercules ne forment pas des lignes, mais sont éparpillés de manière irrégulière.

## Liste d'espèces
Selon World Register of Marine Species (27 mai 2014) :
- Clypeaster aloysioi (Brito, 1959)

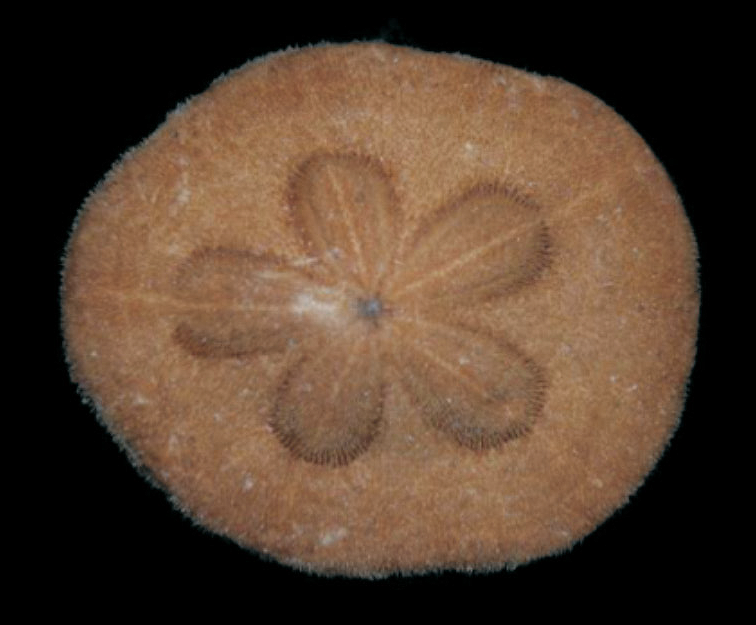
Clypeaster fervens

Clypeaster rarispinus

- Clypeaster amplificatus Koehler, 1922
- Clypeaster annandalei Koehler, 1922 -- Océan Indien
- Clypeaster armadilloensis Sánchez Roig, 1953c
- Clypeaster artilesi Sánchez Roig, 1952c
- Clypeaster australasiae (Gray, 1851) -- Australie et Pacifique ouest
- Clypeaster chesheri Serafy, 1970 -- Caraïbes
- Clypeaster cyclopilus H.L. Clark, 1941 -- Caraïbes
- Clypeaster durandi (Cherbonnier, 1959) -- Guyane
- Clypeaster elongatus H.L. Clark, 1948
- Clypeaster euclastus H.L. Clark, 1941 -- Amérique du Sud
- Clypeaster europacificus H.L. Clark, 1914 -- Pacifique
- Clypeaster eurychorius H.L. Clark, 1924
- Clypeaster eurypetalus H.L. Clark, 1925 -- Pacifique central
- Clypeaster fervens Koehler, 1922 -- Afrique du sud
- Clypeaster humilis (Leske, 1778) -- Indo-Pacifique
- Clypeaster isolatus Serafy, 1971
- Clypeaster japonicus Döderlein, 1885
- Clypeaster kieri Pawson & Phelan, 1979 -- Inde
- Clypeaster lamprus H.L. Clark, 1914
- Clypeaster latissimus (Lamarck, 1816)
- Clypeaster leptostracon A. Agassiz & H.L. Clark, 1907 -- Hawaii
- Clypeaster luetkeni Mortensen, 1948 -- Caraïbes
- Clypeaster lytopetalus A. Agassiz & H.L. Clark, 1907 -- Hawaii
- Clypeaster millosevichi Checchia-Rispoli, 1923
- Clypeaster miniaceus H.L. Clark, 1925
- Clypeaster nummus Mortensen, 1948 -- Polynésie
- Clypeaster ochrus H.L. Clark, 1914 -- Pacifique est
- Clypeaster oliveirai Krau, 1952
- Clypeaster oshimensis Ikeda, 1935 -- Pacifique ouest du Japon à la Nouvelle-Calédonie
- Clypeaster pallidus H.L. Clark, 1914 -- Hawaii
- Clypeaster pateriformis Mortensen, 1948
- Clypeaster prostratus (Ravenel, 1845) -- Caraïbes
- Clypeaster rangianus Desmoulins, 1835 -- Afrique de l'ouest
- Clypeaster rarispinus de Meijere, 1903 -- Océan Indien
- Clypeaster ravenelii (A. Agassiz, 1869) -- Caraïbes
- Clypeaster reticulatus (Linnaeus, 1758) -- Indo-Pacifique
- Clypeaster rosaceus (Linnaeus, 1758) -- Caraïbes
- Clypeaster rotundus (A. Agassiz, 1863) -- Pacifique est
- Clypeaster speciosus Verrill, 1870 -- Basse-Californie
- Clypeaster subcrustulum Desio, 1929
- Clypeaster subdepressus (Gray, 1825) -- Caraïbes
- Clypeaster telurus H.L. Clark, 1914 -- Australie
- Clypeaster tumidus (Tension-Woods, 1878) -- Australie
- Clypeaster virescens Döderlein, 1885 -- Japon
- Clypeaster abruptus Sánchez Roig, 1926 †
- Clypeaster aciadatus Checchia-Rispoli, 1925 †
- Clypeaster aegyptiacus Michelin, 1863 †
- Clypeaster aichinoi Checchia-Rispoli, 1925 †
- Clypeaster blumenthali Lambert & Jeannet, 1928a †
- Clypeaster borgesi Lambert, 1934 †
- Clypeaster brevipetalus Martin, in Jeannet & Martin, 1937 †
- Clypeaster brodermanni Sánchez Roig, 1949 †
- Clypeaster calzadai Via & Padreny, 1970 †
- Clypeaster canimarensis Palmer, in Sánchez Roig, 1949 †
- Clypeaster cermenatii Checchia-Rispoli, 1925 †
- Clypeaster cerullii Checchia-Rispoli, 1925 †
- Clypeaster chiapasensis Mullerried, 1951 †
- Clypeaster cipollae Checchia-Rispoli, 1925 †
- Clypeaster concavus †
- Clypeaster cortesei Checchia-Rispoli, 1925 †
- Clypeaster crassus Kier, 1963 †
- Clypeaster cremai Checchia-Rispoli, 1929b †
- Clypeaster dalpiazi Socin, 1942 †
- Clypeaster defiorei Checchia-Rispoli, 1940a †
- Clypeaster densus Sánchez Roig, 1949 †
- Clypeaster egregins †
- Clypeaster elevatus Sánchez Roig, 1949 †
- Clypeaster epianthus Meznerics, 1941 †
- Clypeaster eurychorus Arnold & H. L. Clark, 1934 †
- Clypeaster franchii Checchia-Rispoli, 1925 †
- Clypeaster garganicus Checchia-Rispoli, 1938 †
- Clypeaster guadalupense Sánchez Roig, 1952e †
- Clypeaster guillermi Sánchez Roig, 1952e †
- Clypeaster henjamensis Clegg, 1933 †
- Clypeaster hernandezi Sánchez Roig, 1949 †
- Clypeaster herrerae Lambert, in Sánchez Roig, 1926 †
- Clypeaster insignis †
- Clypeaster intermedius Des Moulins, 1837 †
- Clypeaster julii Roman, 1952 †
- Clypeaster kemencensis Meznerics, 1941 †
- Clypeaster kugleri Jeannet, 1928a †
- Clypeaster lamegoi Marchesini Santos, 1958 †
- Clypeaster latirostris †
- Clypeaster libycus Desio, 1929 †
- Clypeaster lopezriosi Sánchez Roig, 1953c †
- Clypeaster malumbangensis Israelsky, 1933b †
- Clypeaster maribonensis Sánchez Roig, 1949 †
- Clypeaster marinanus Jackson, 1937 †
- Clypeaster marquerensis Durham, 1950 †
- Clypeaster maulwarensis Clegg, 1933 †
- Clypeaster microstomus Lambert, 1912 †
- Clypeaster minihagali Deraniyagala, 1956 †
- Clypeaster moianensis Via & Padreny, 1970 †
- Clypeaster mombasanus Currie, 1938 †
- Clypeaster moronensis Sánchez Roig, 1951 †
- Clypeaster mutellensis †
- Clypeaster novaresei Checchia-Rispoli, 1925 †
- Clypeaster okinawa Cooke, 1954 †
- Clypeaster ovatus Palmer, in Sánchez Roig, 1949 †
- Clypeaster palmeri Sánchez Roig, 1949 †
- Clypeaster patae Imbesi Smedile, 1958 †
- Clypeaster paulinoi Marchesini Santos, 1958 †
- Clypeaster pileus Israelsky, 1924 †
- Clypeaster pinarensis Lambert & Sánchez Roig, 1934 †
- Clypeaster planus Sánchez Roig, 1949 †
- Clypeaster polygonalis Sánchez Roig, 1949 †
- Clypeaster portentosus †
- Clypeaster profundus Sánchez Roig, 1949 †
- Clypeaster pulchellus Checchia-Rispoli, 1925 †
- Clypeaster reidii †
- Clypeaster revellei Durham, 1950 †
- Clypeaster romani Kier, 1964a †
- Clypeaster saipanicus Cooke, 1957 †
- Clypeaster sanchezi Lambert, in Sánchez Roig, 1926 †
- Clypeaster sandovali Sánchez Roig, 1949 †
- Clypeaster sanrafaelensis Palmer, in Sánchez Roig, 1949 †
- Clypeaster tariccoi Checchia-Rispoli, 1923 †
- Clypeaster tavanii Imbesi Smedile, 1958 †
- Clypeaster tenuicoronae Palmer, in Sánchez Roig, 1949 †
- Clypeaster topilanus Jackson, 1937 †
- Clypeaster trevisani Imbesi Smedile, 1958 †
- Clypeaster tumescens Imbesi Smedile, 1958 †
- Clypeaster tyrrenicus Checchia-Rispoli, 1925 †
- Clypeaster vasatensis Lambert, 1928b †
- Clypeaster zamboninii Checchia-Rispoli, 1925 †

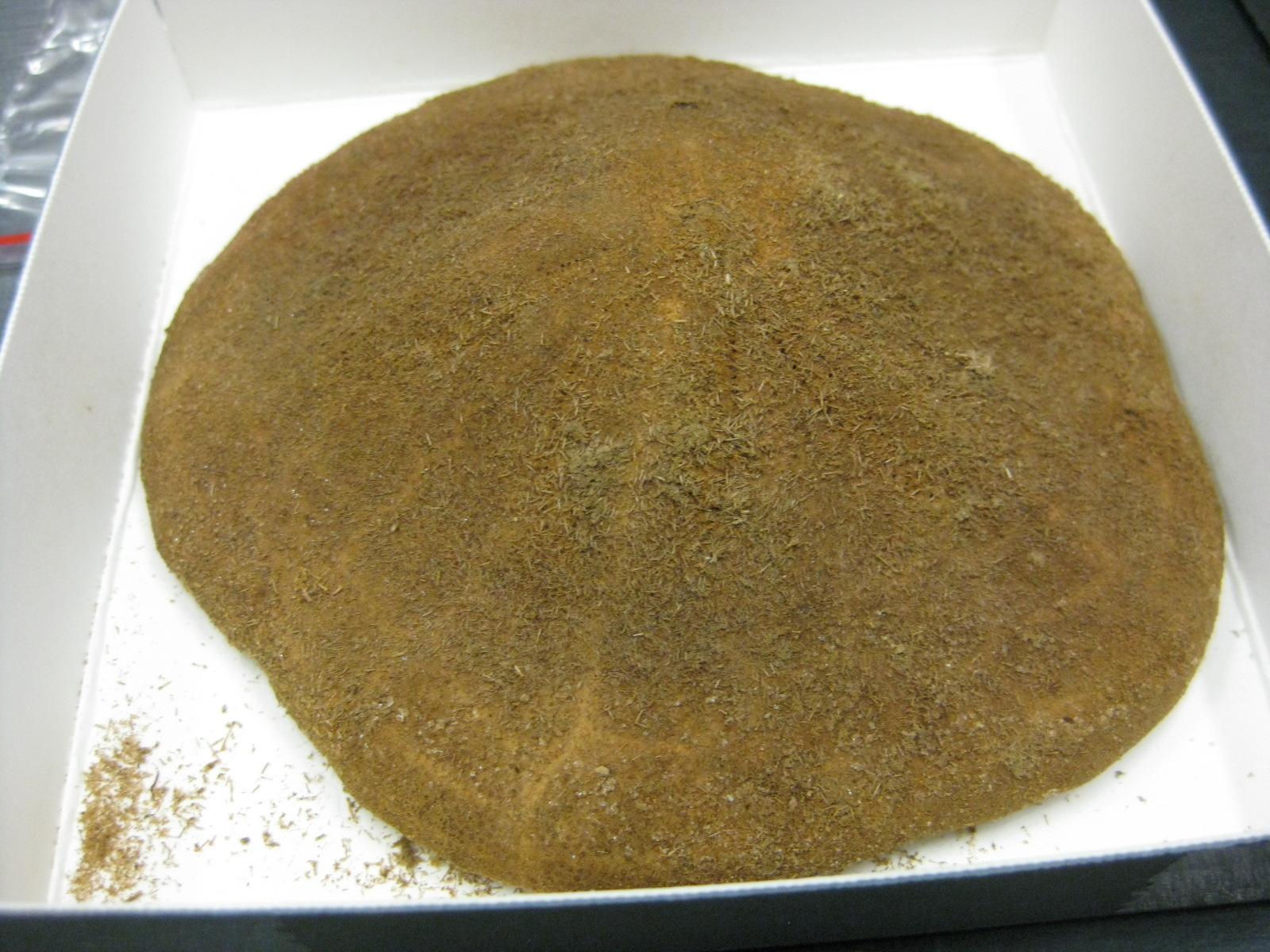
Clypeaster australasiae
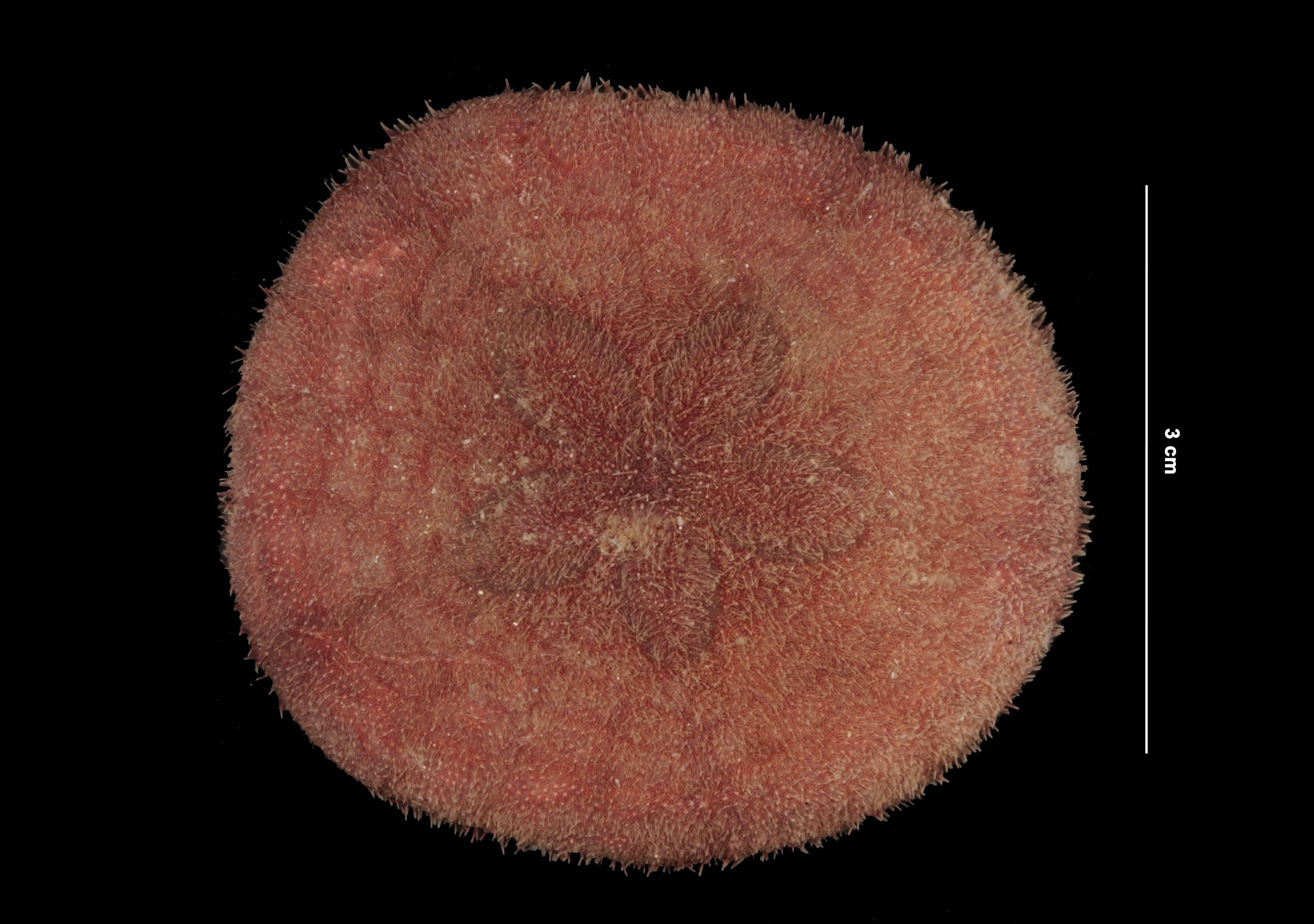
Clypeaster chesheri
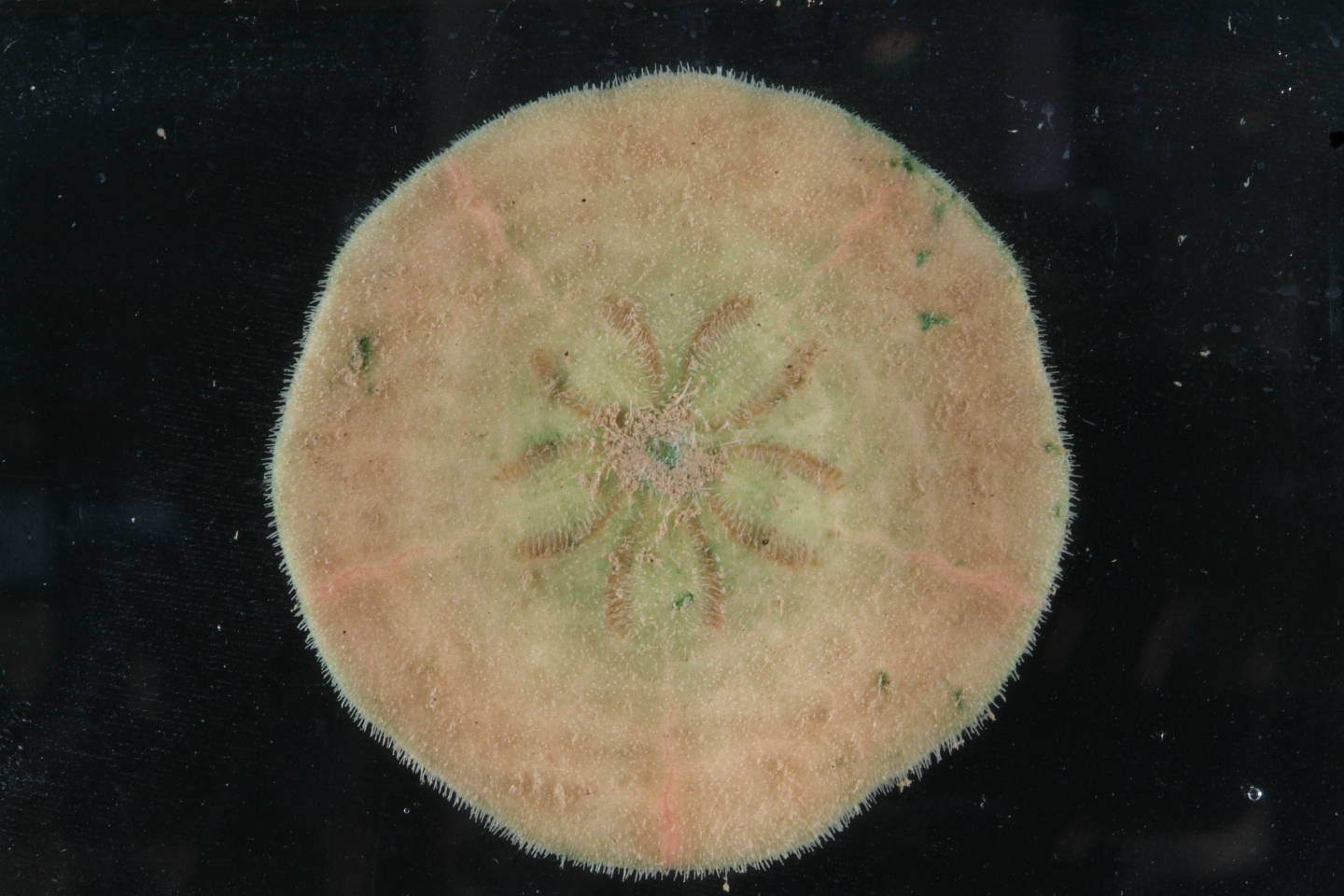
Clypeaster cyclopilus
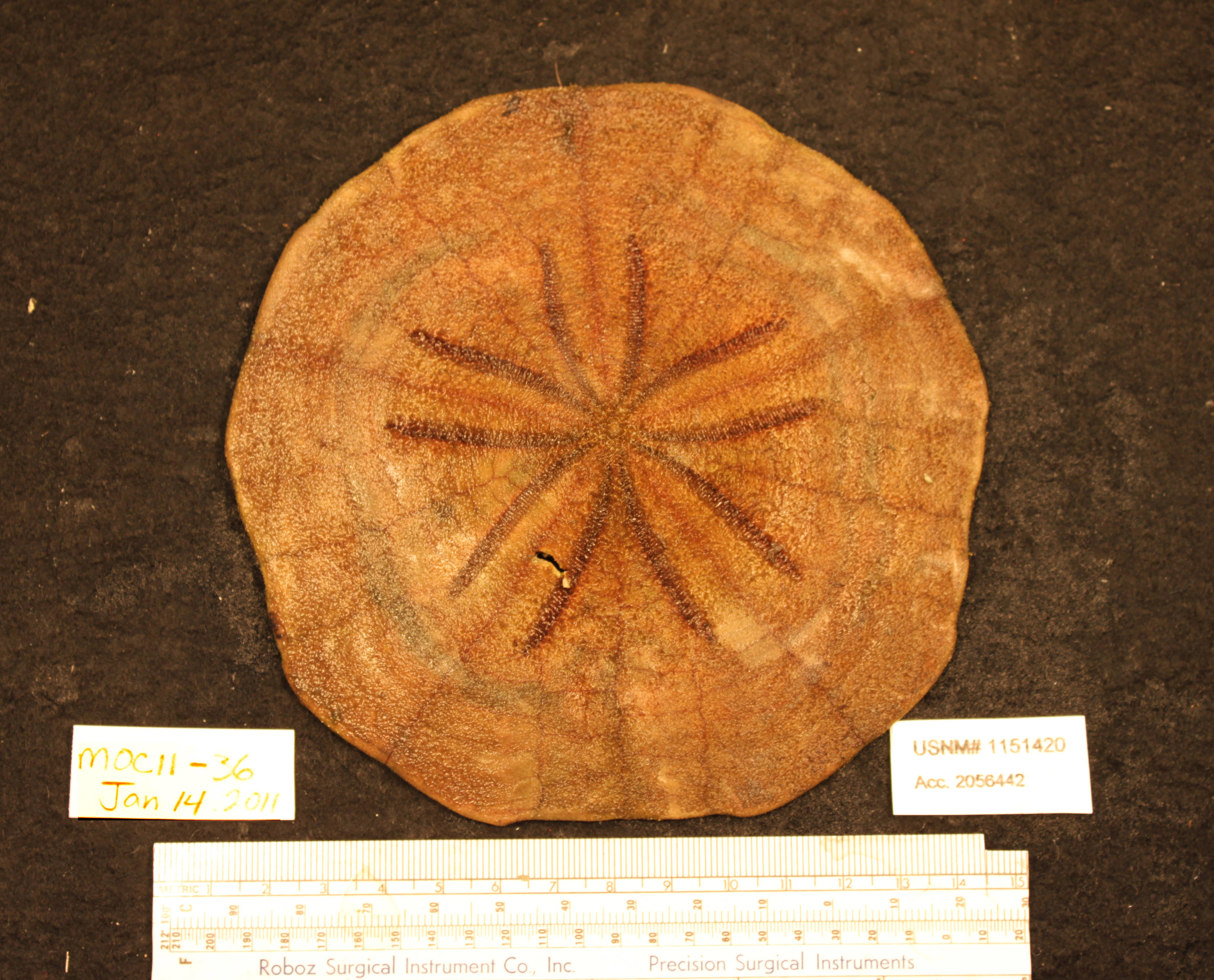
Clypeaster euclastus
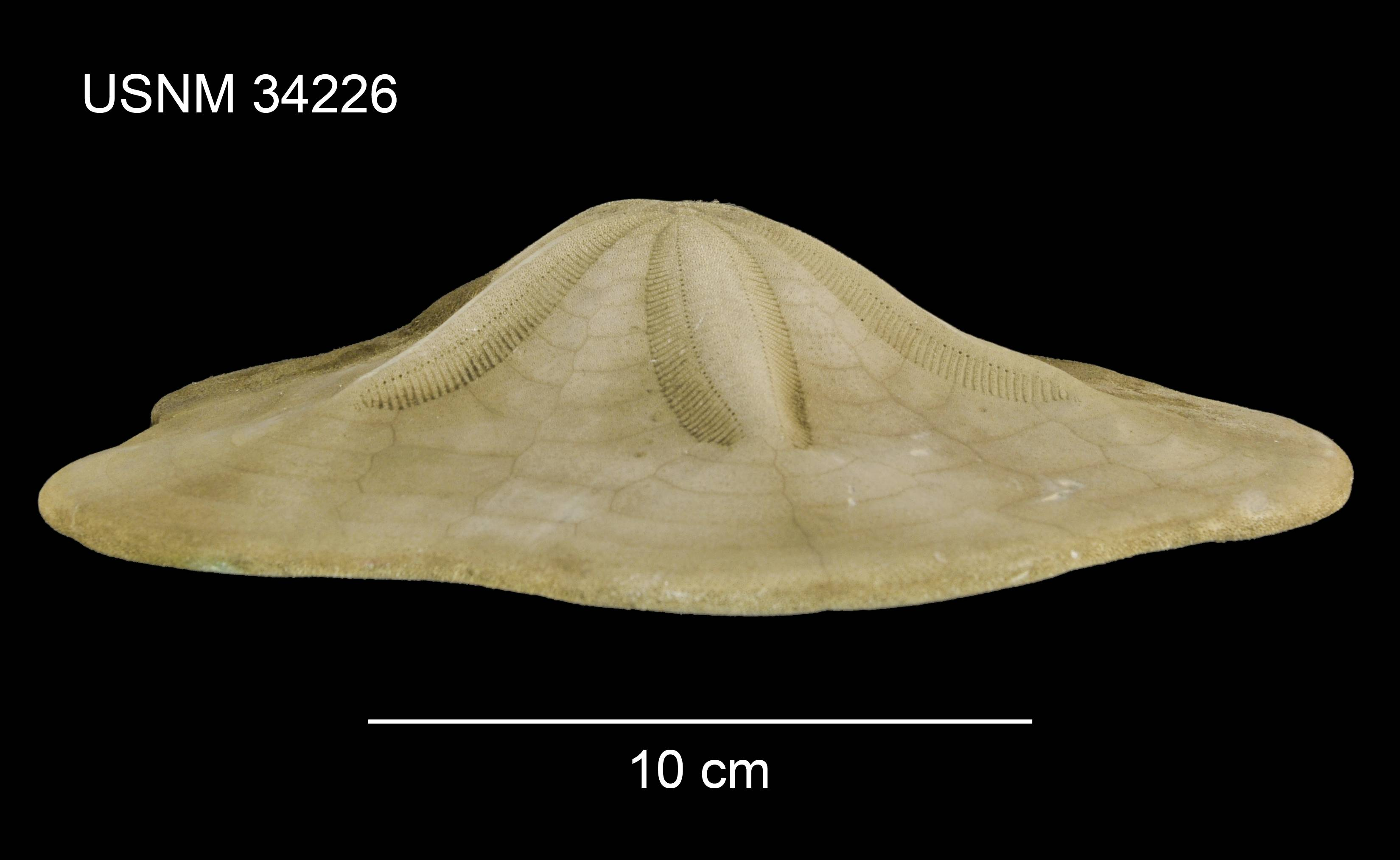
Clypeaster europacificus
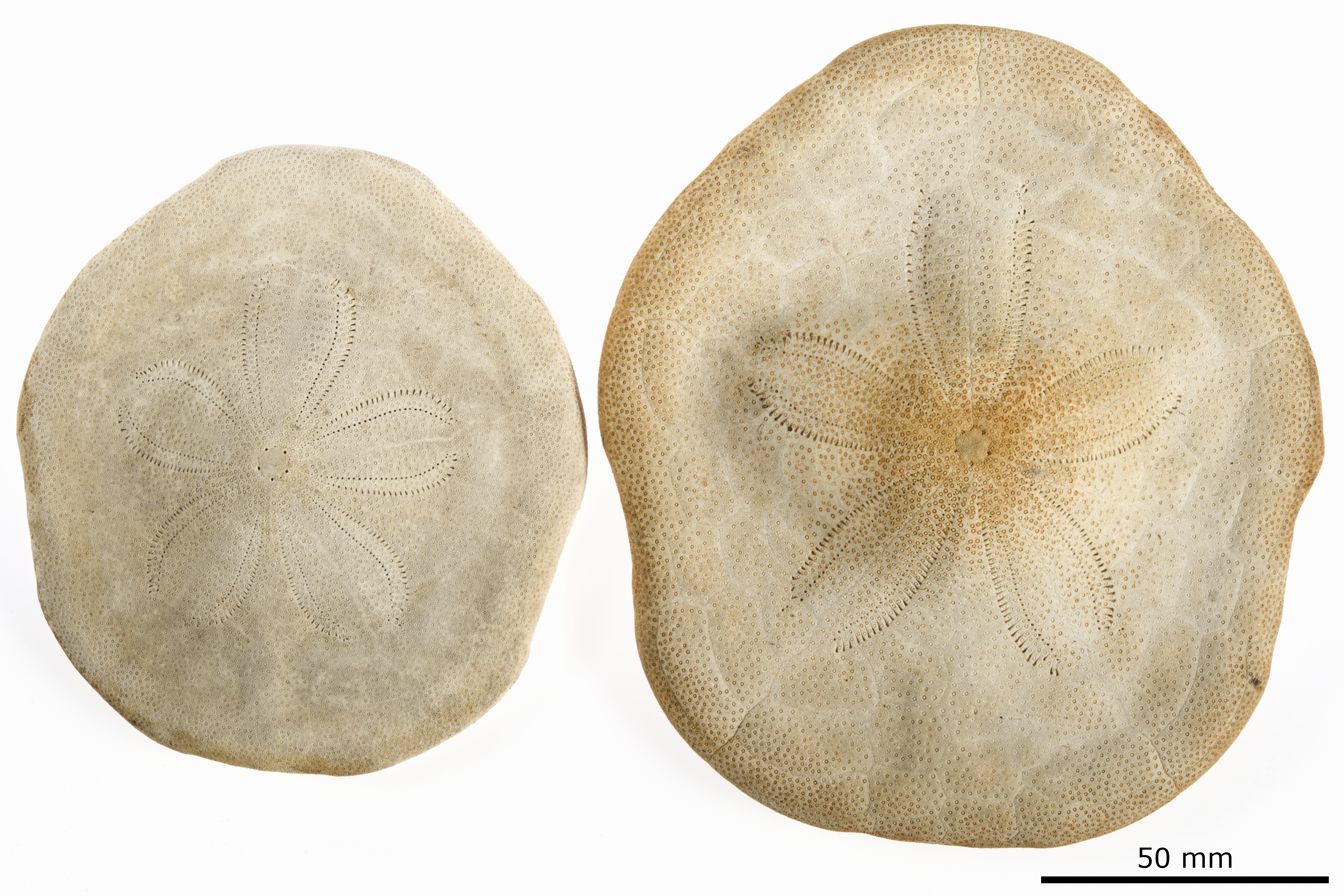
Clypeaster eurychorius
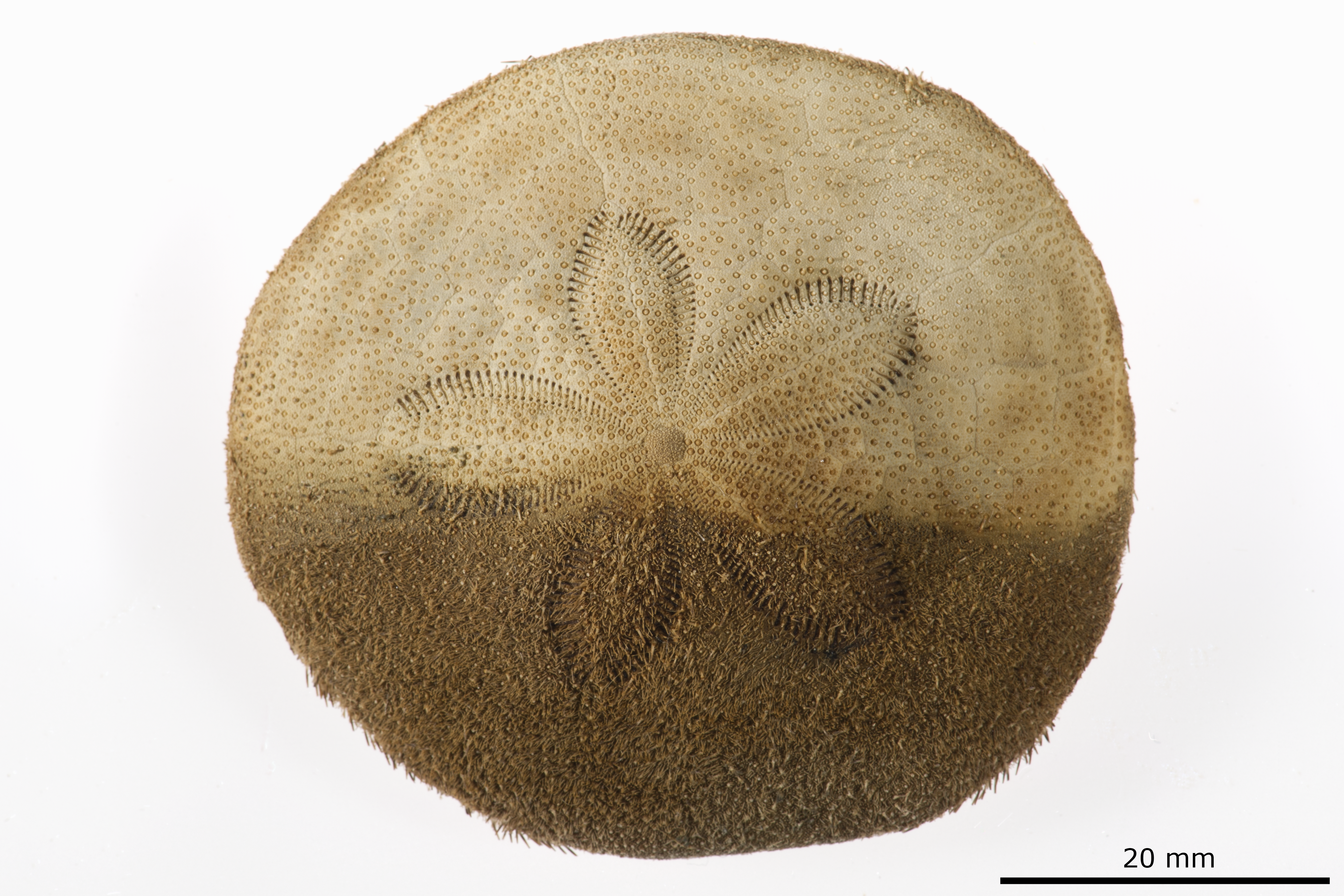
Clypeaster fervens
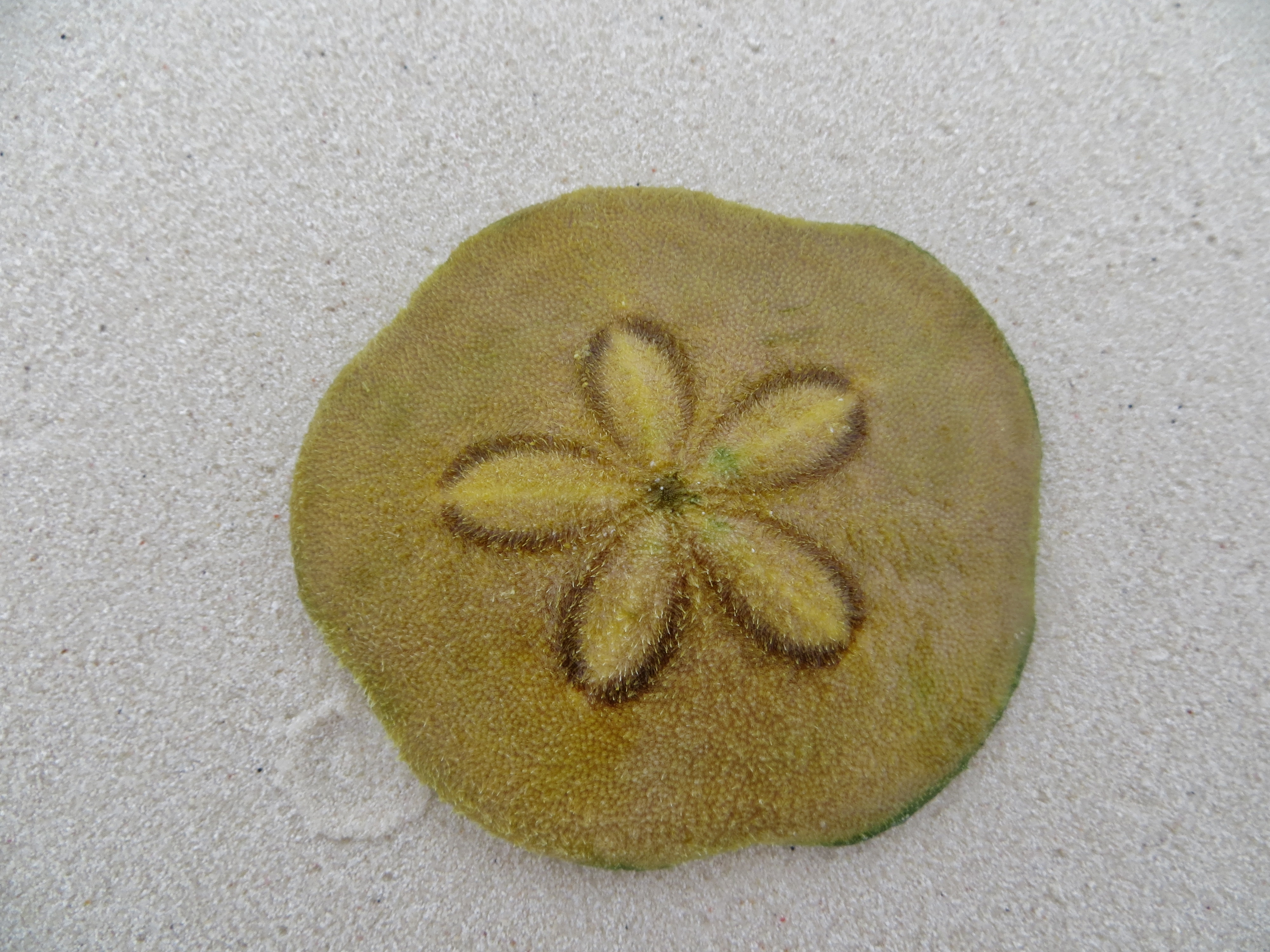
Un Clypeaster humilis rejeté sur une plage aux Maldives.
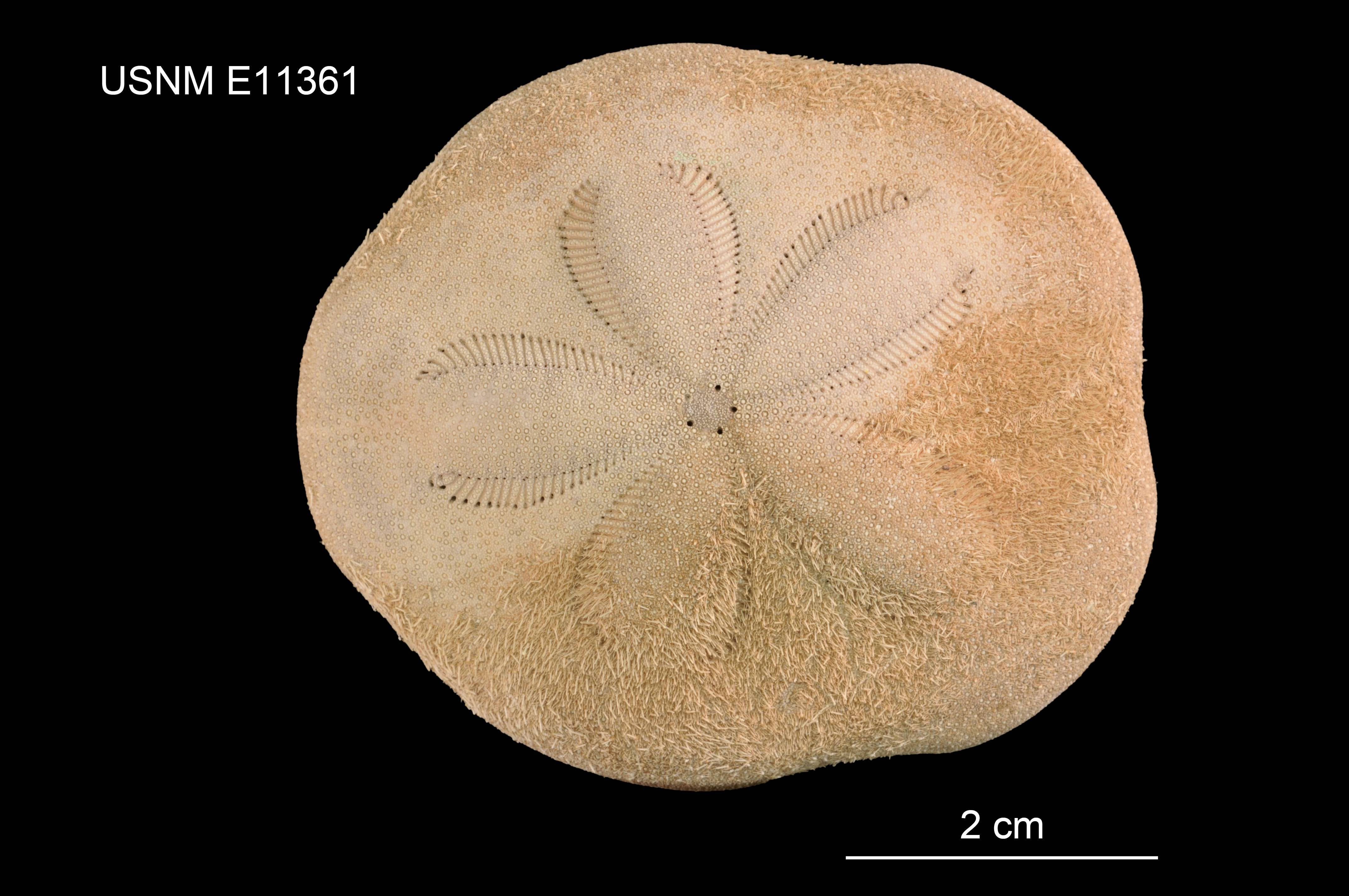
Clypeaster isolatus
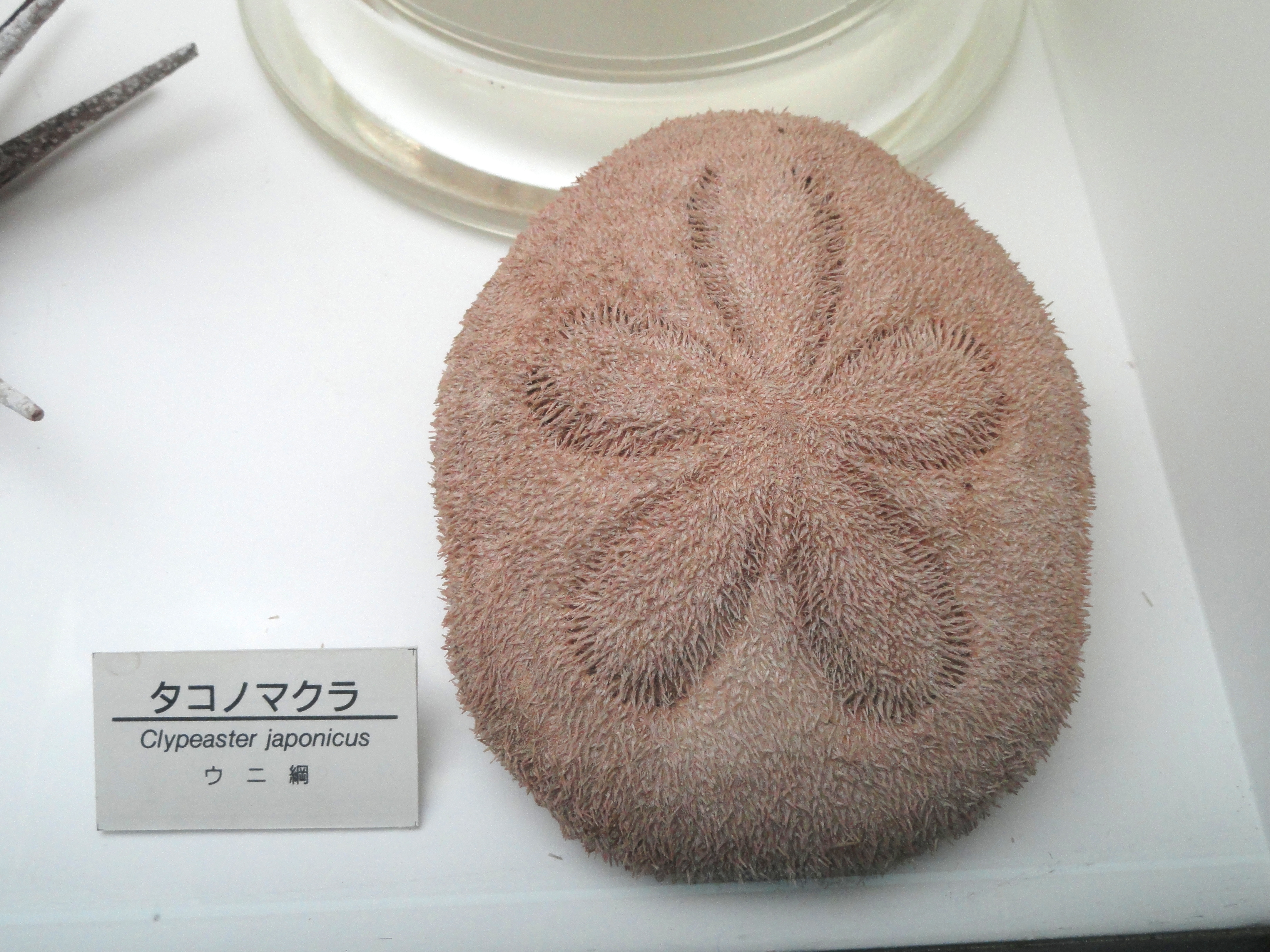
Clypeaster japonicus avec ses radioles.
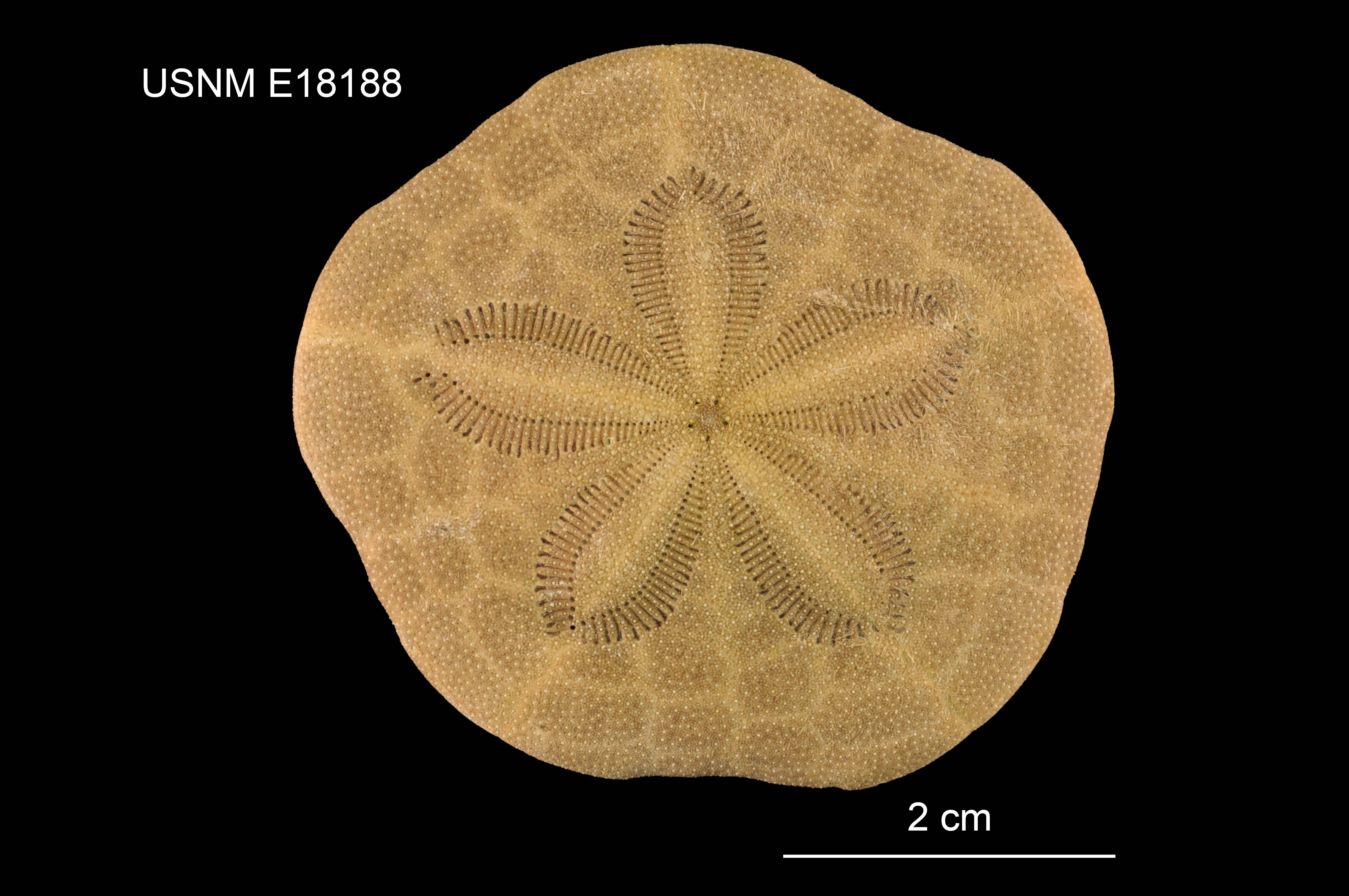
Clypeaster kieri
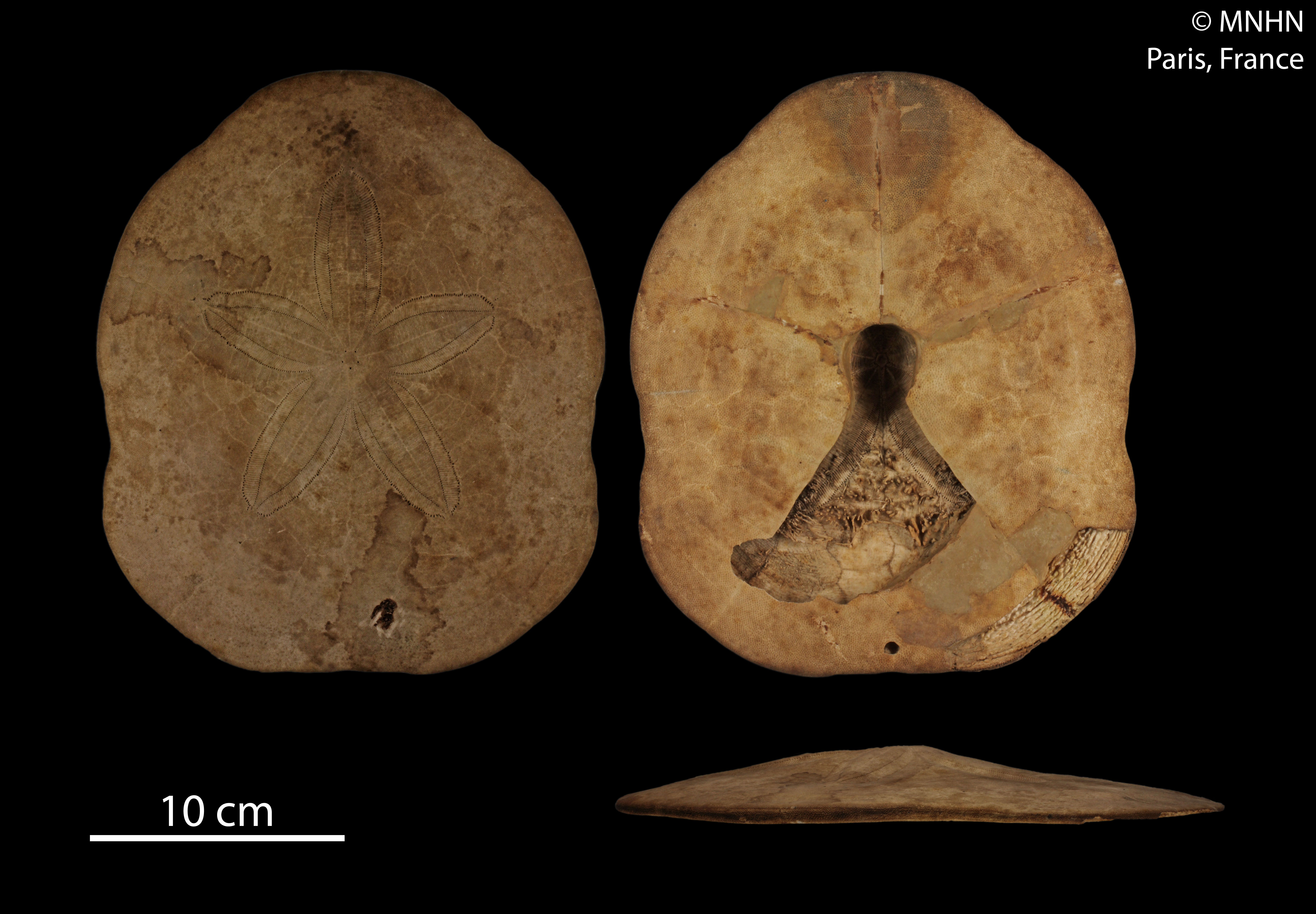
Clypeaster latissimus
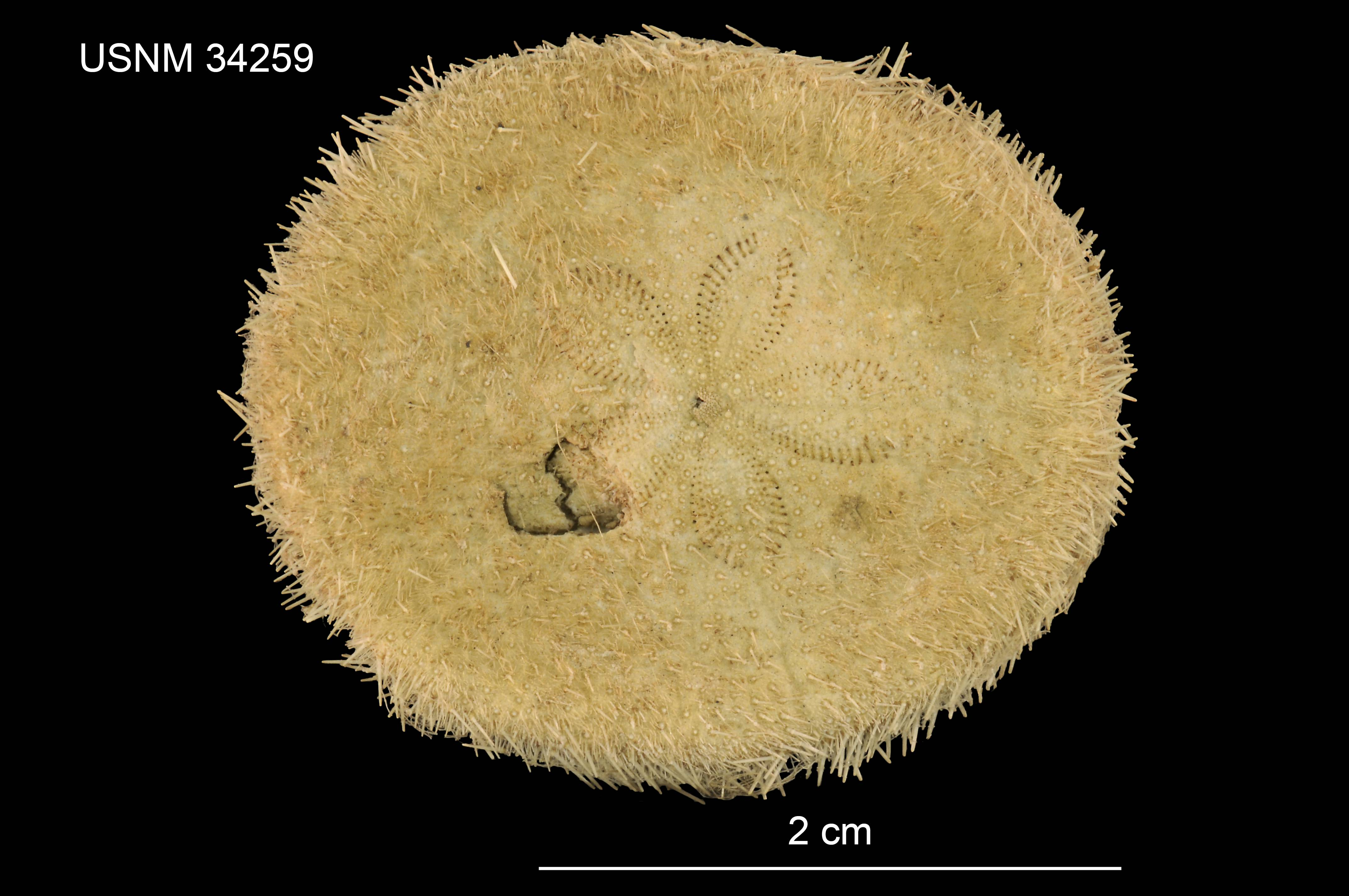
Clypeaster leptostracon
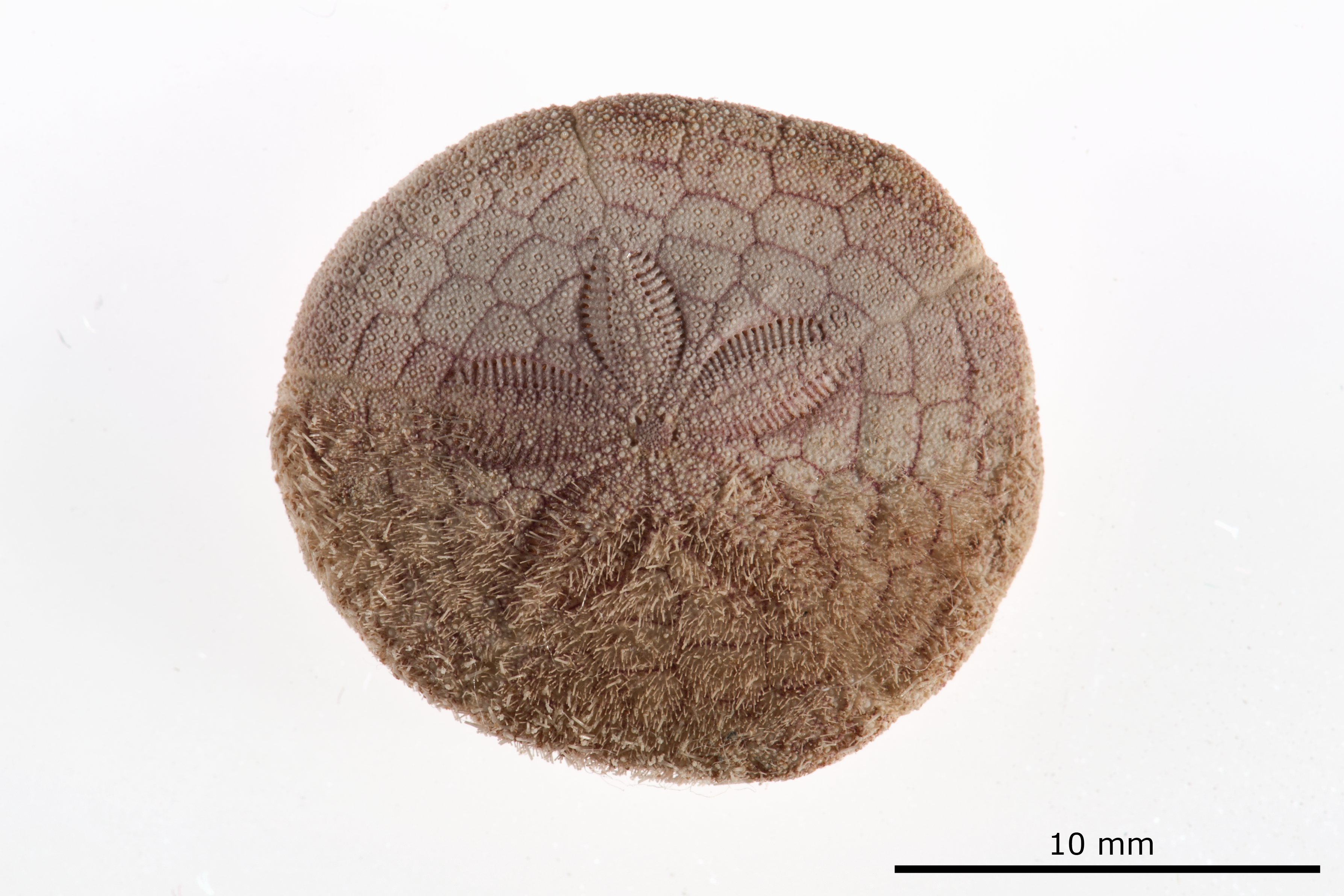
Clypeaster luetkeni
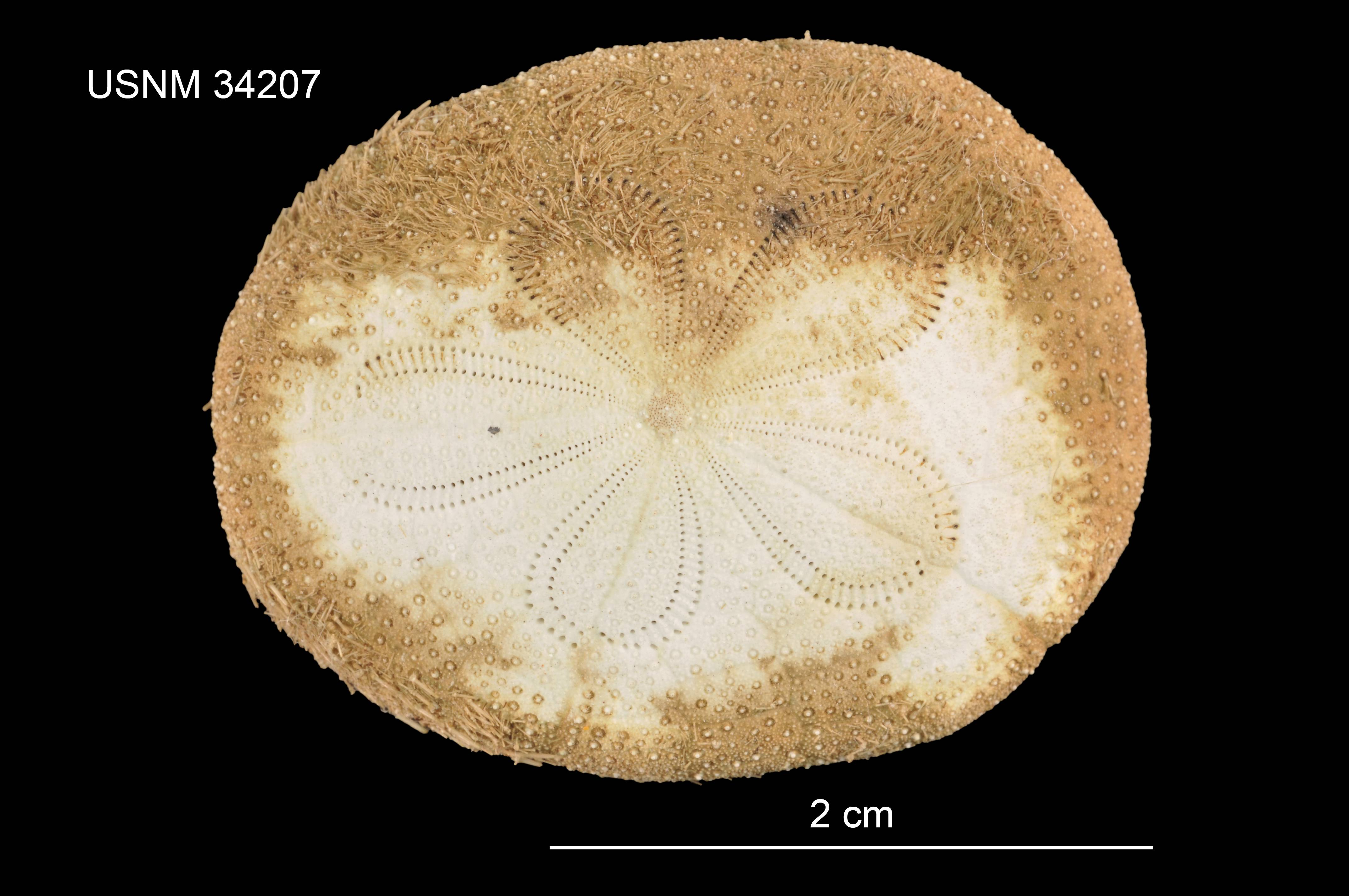
Clypeaster lytopetalus
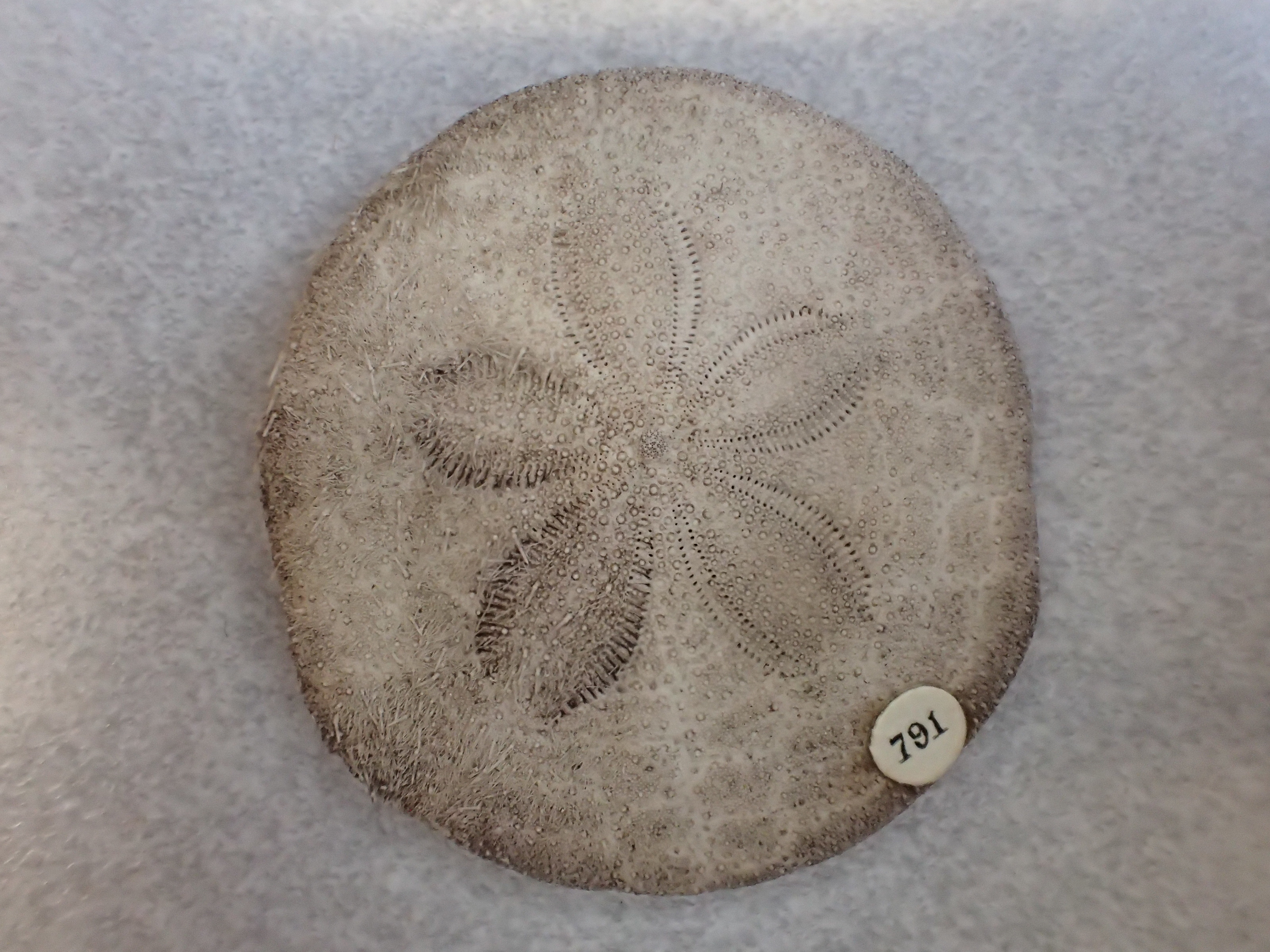
Clypeaster nummus
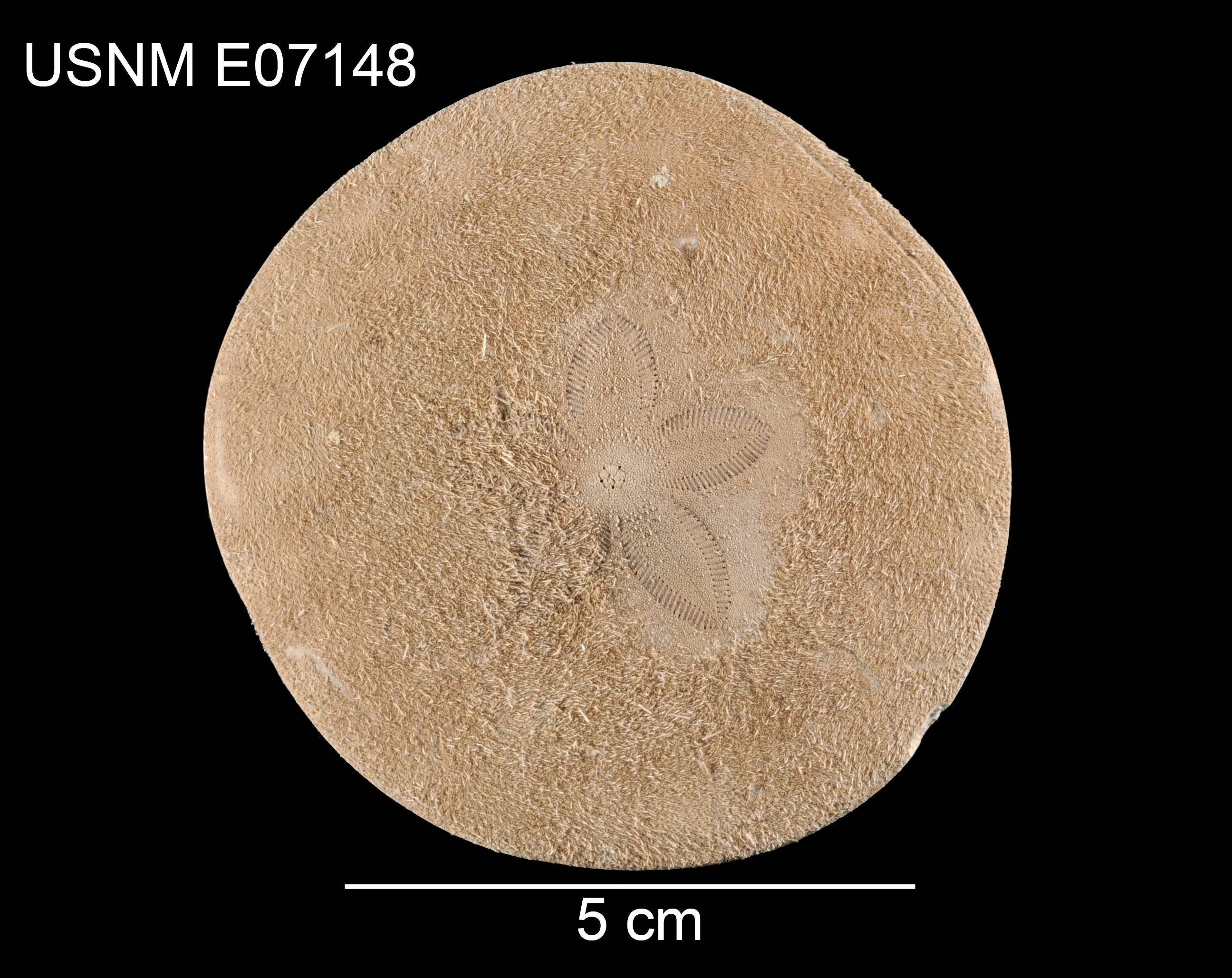
Clypeaster pateriformes
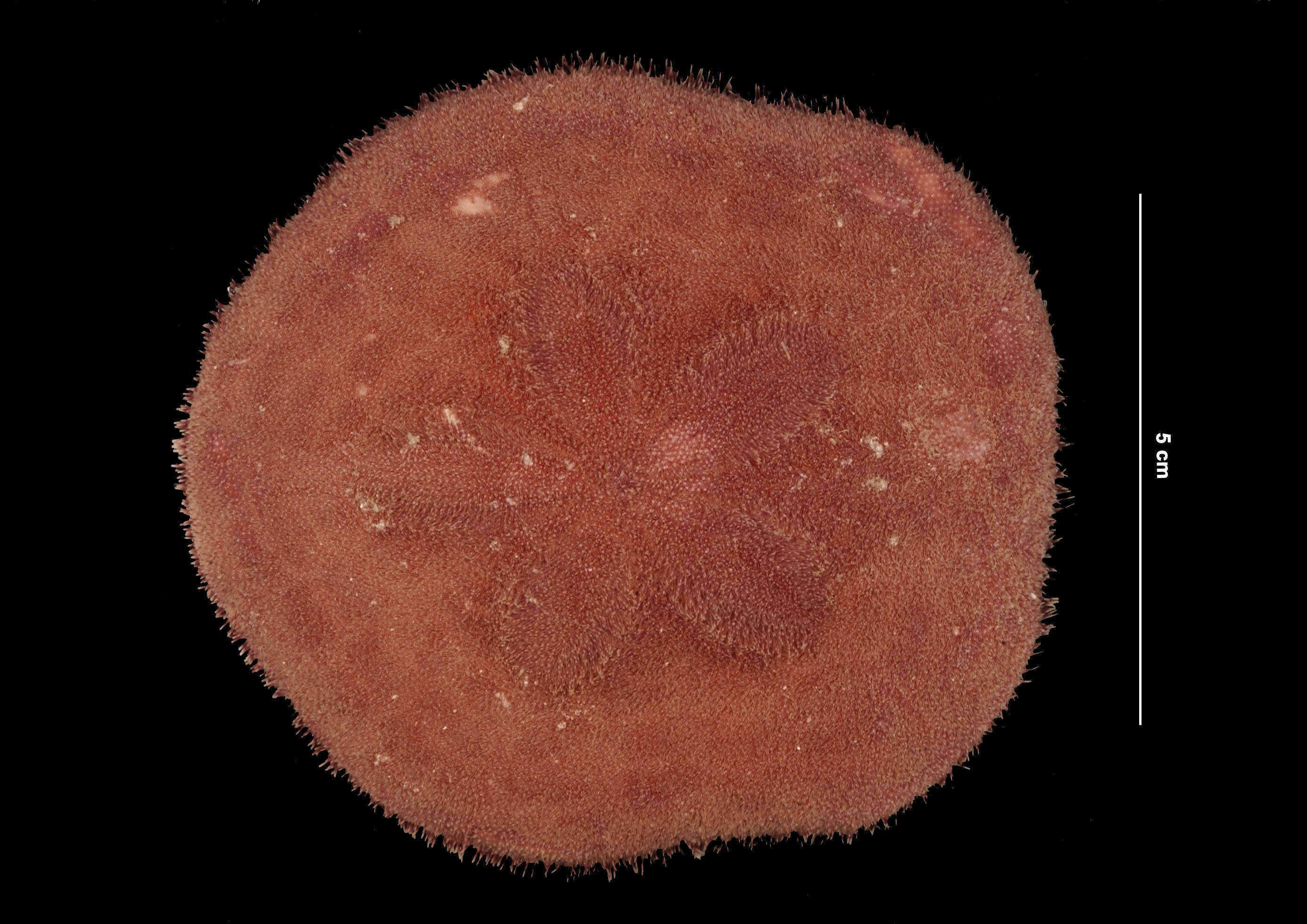
Clypeaster prostratus
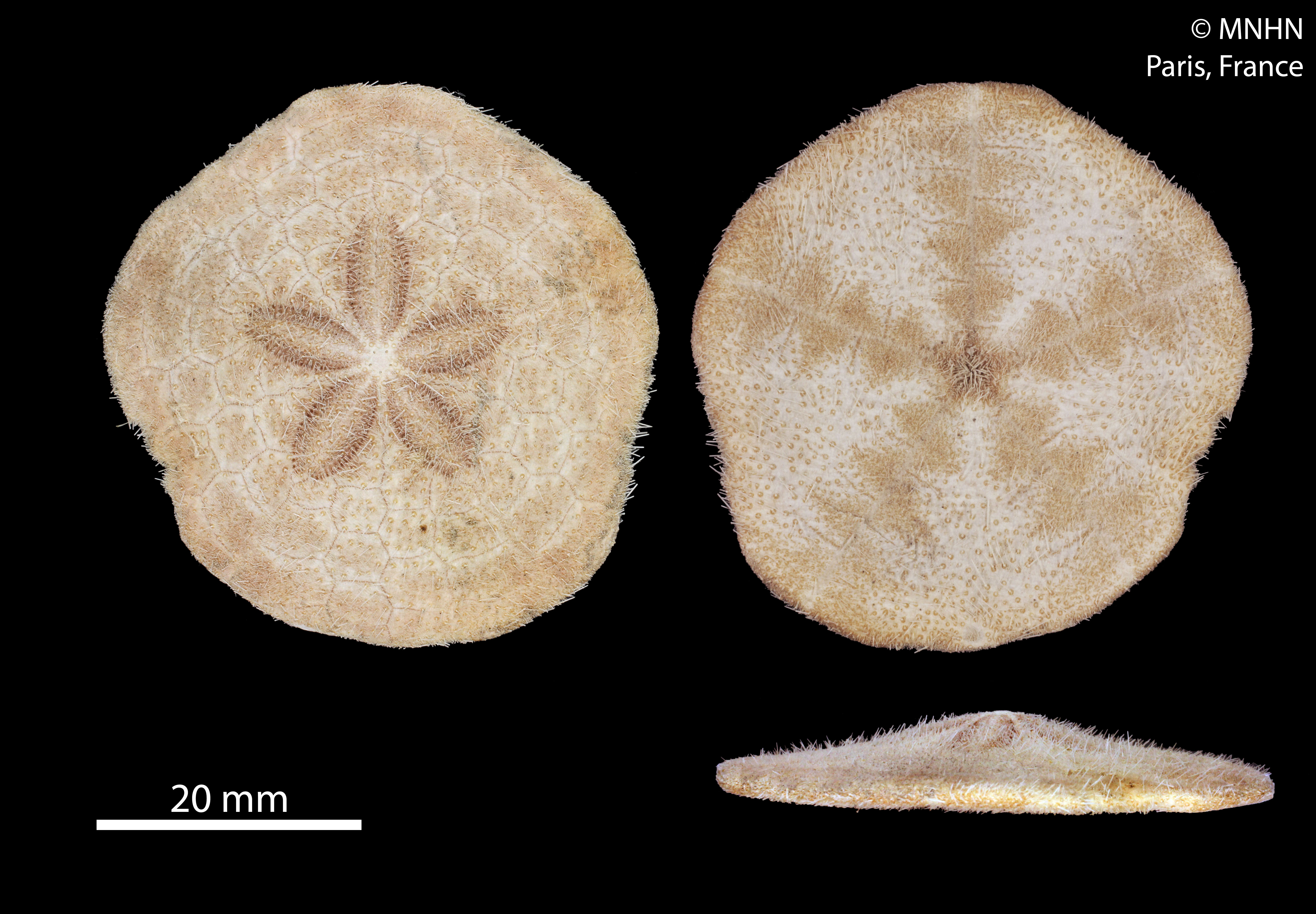
Clypeaster rarispinus (MNHN)
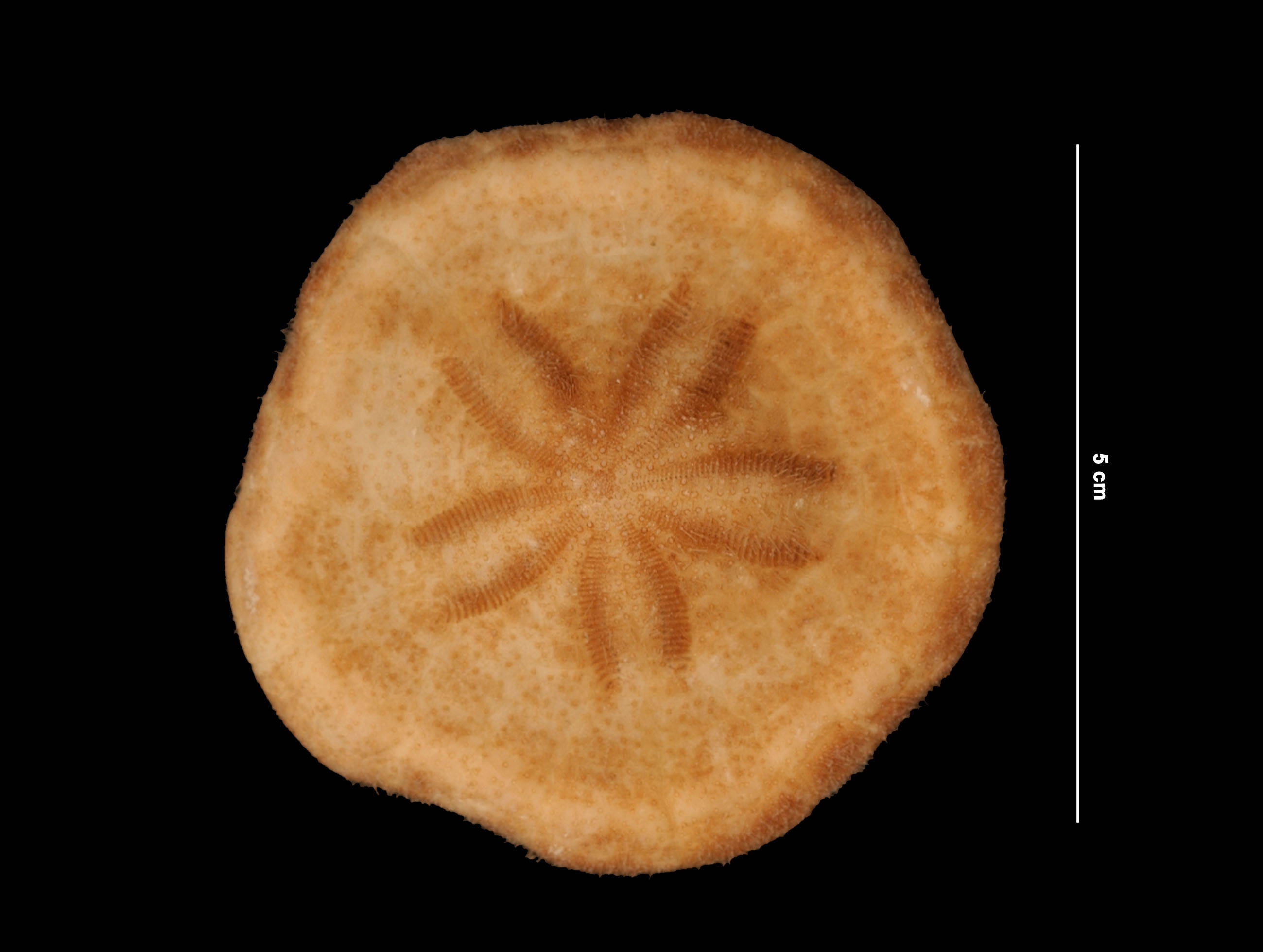
Clypeaster raveneli
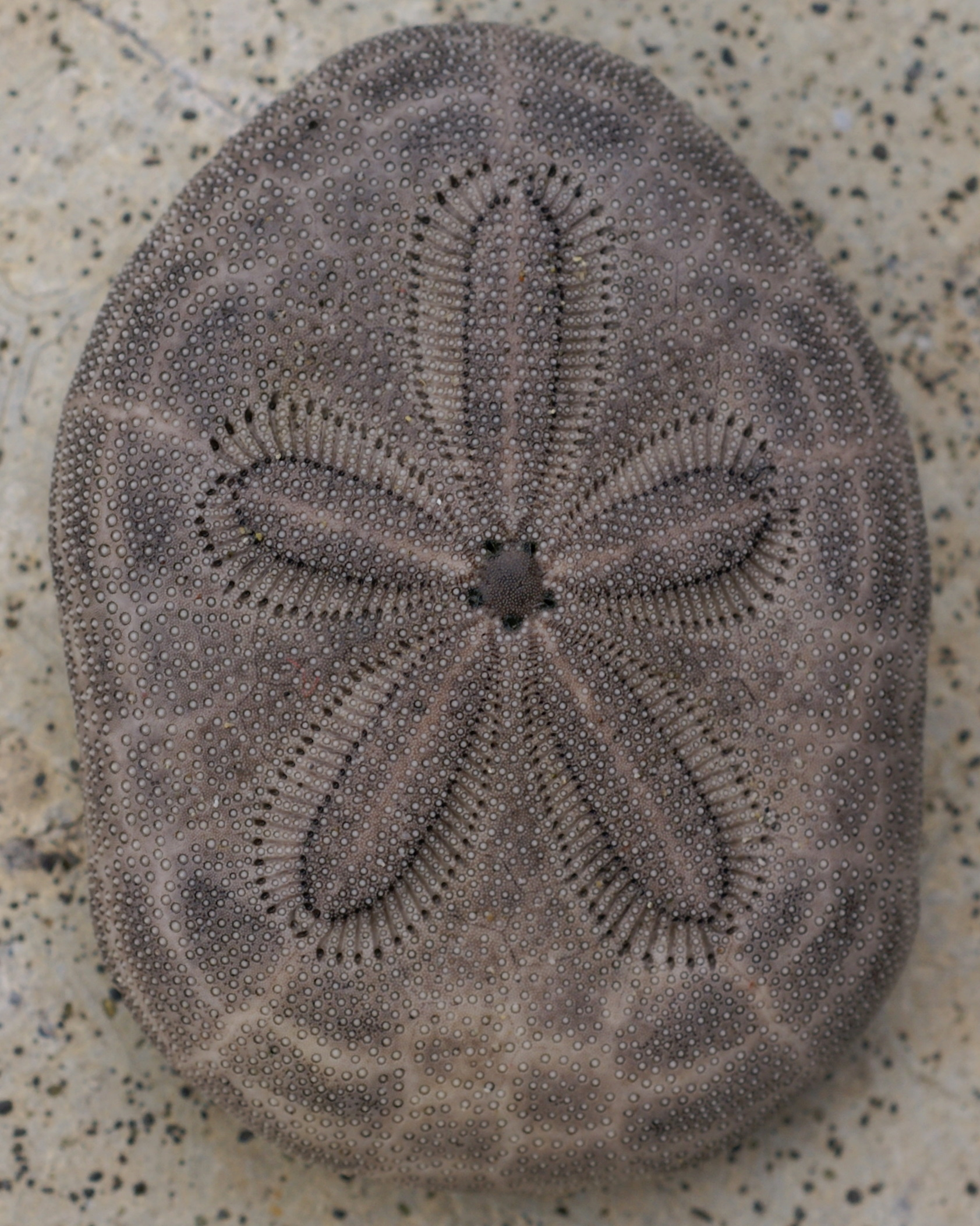
Clypeaster reticulatus
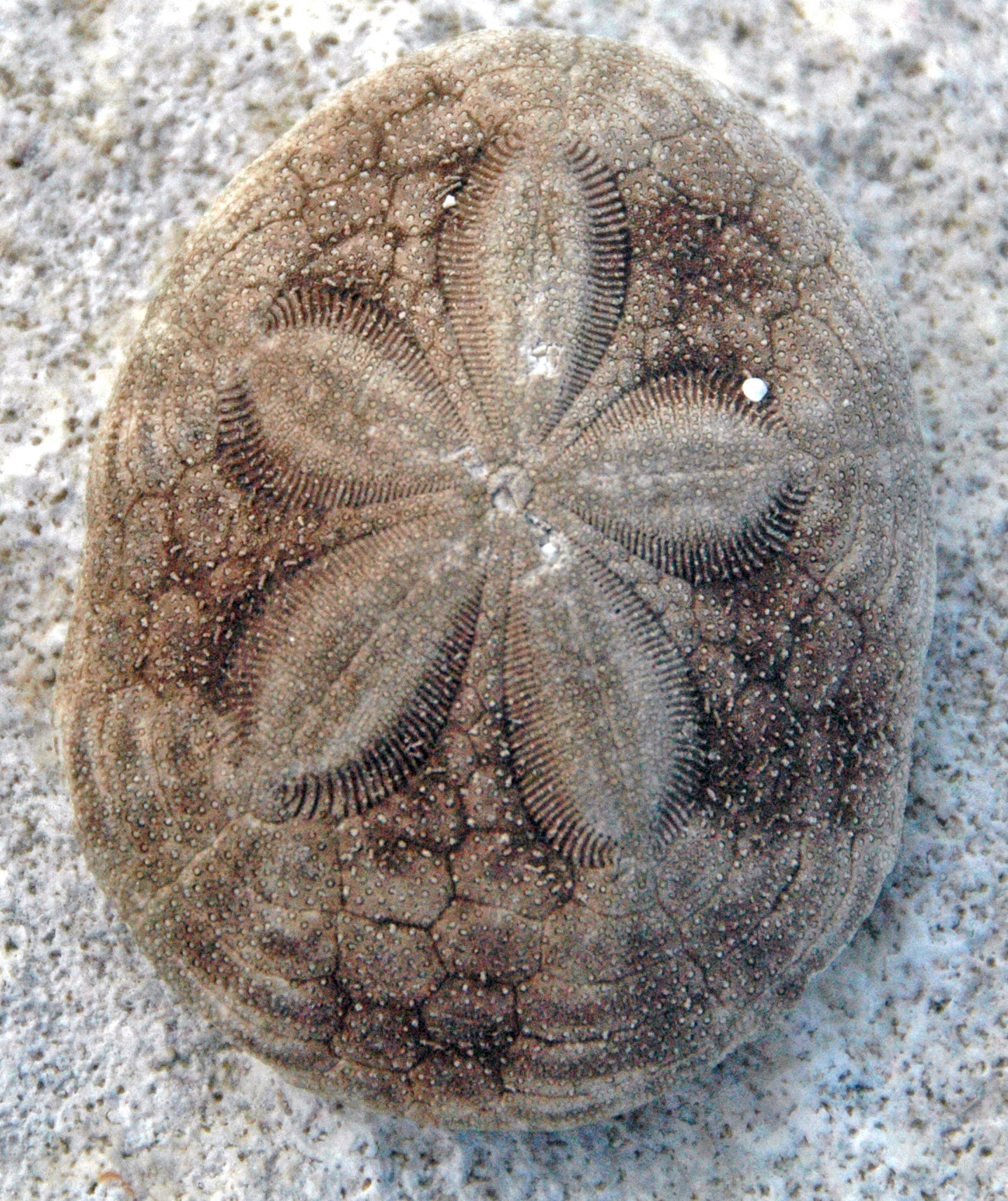
Test de Clypeaster rosaceus aux Bahamas.
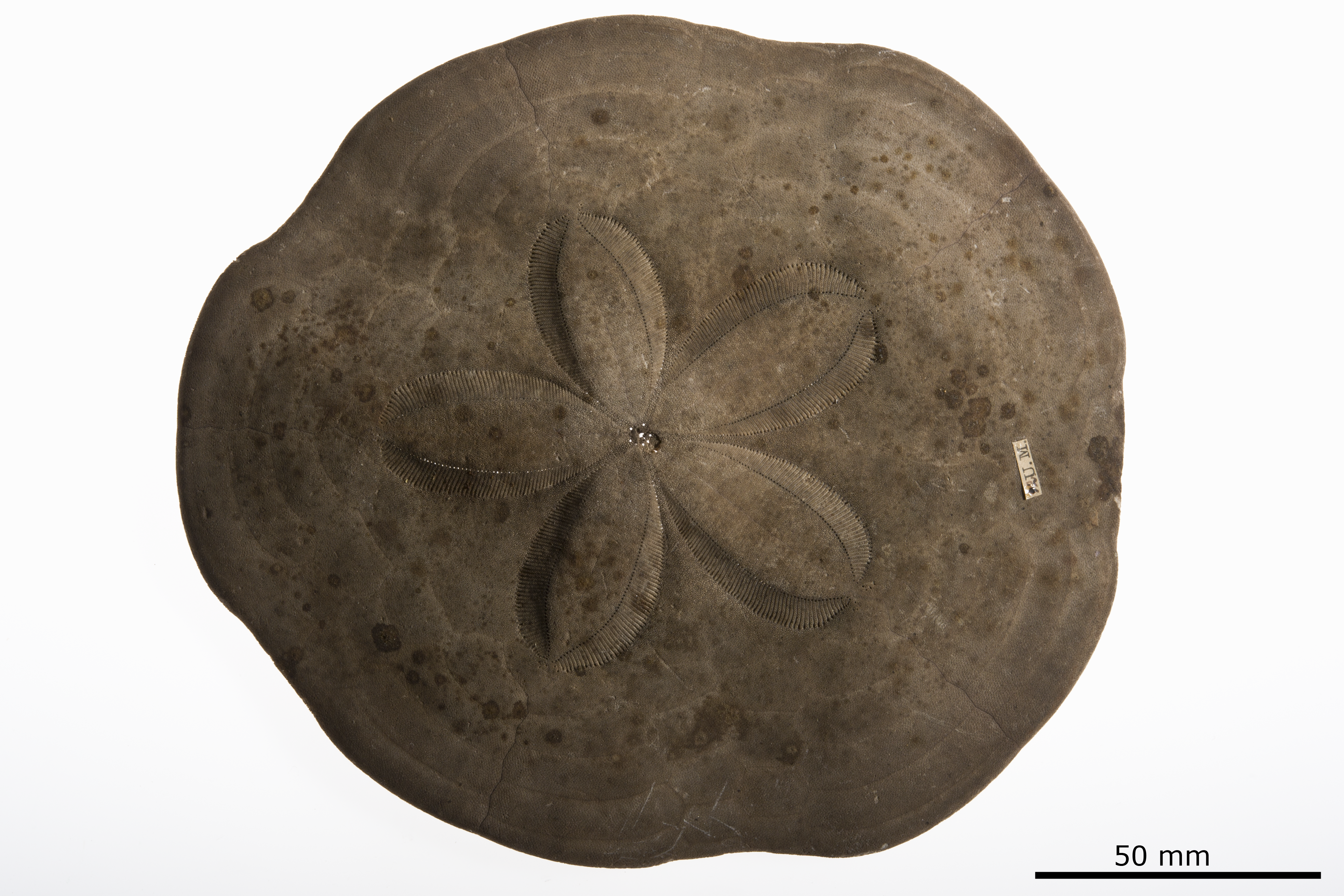
Clypeaster rotundus
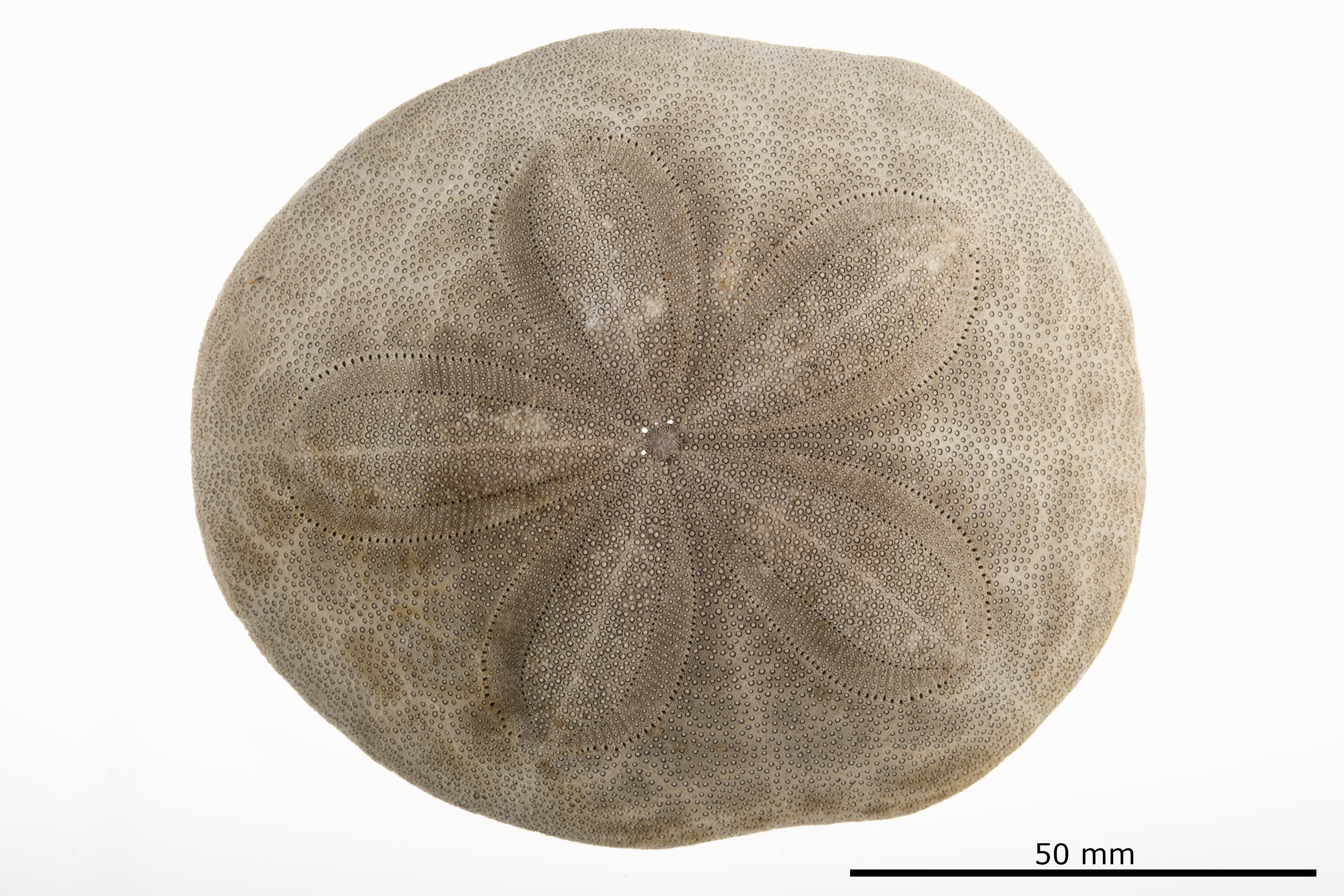
Clypeaster speciosus
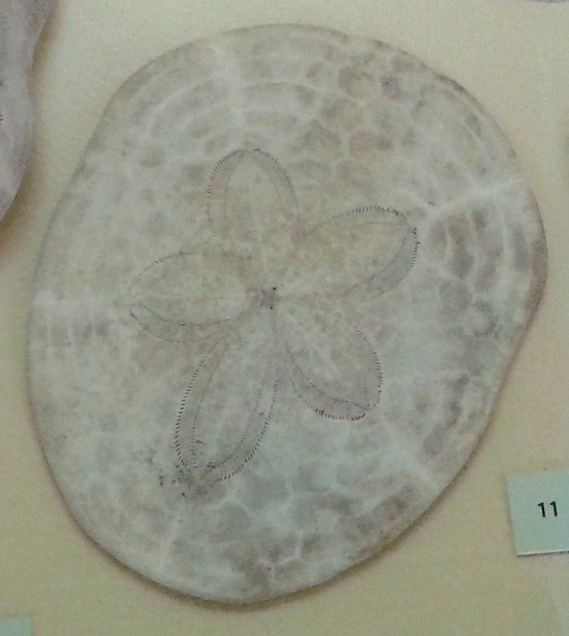
Clypeaster subdepressus
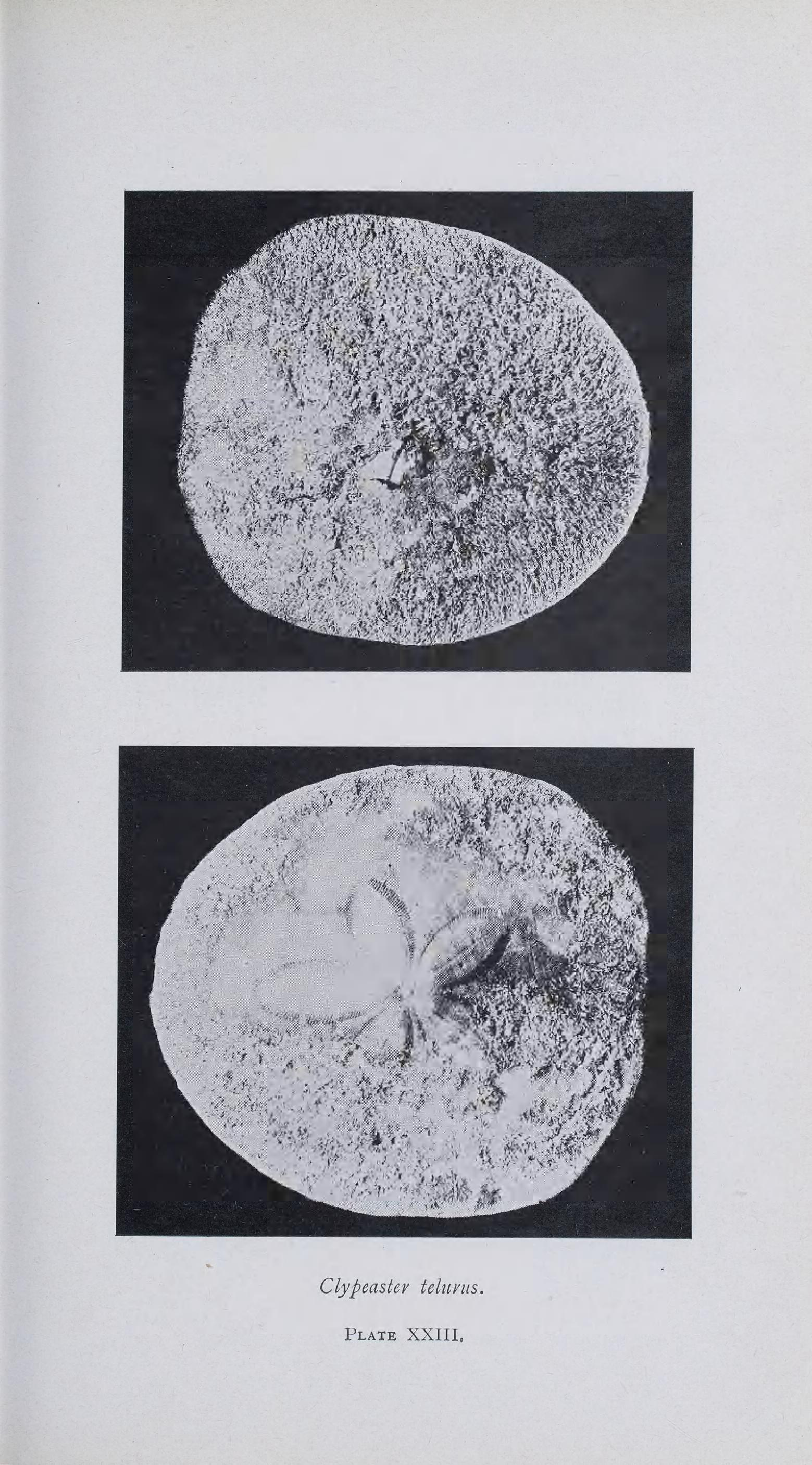
Clypeaster telurus
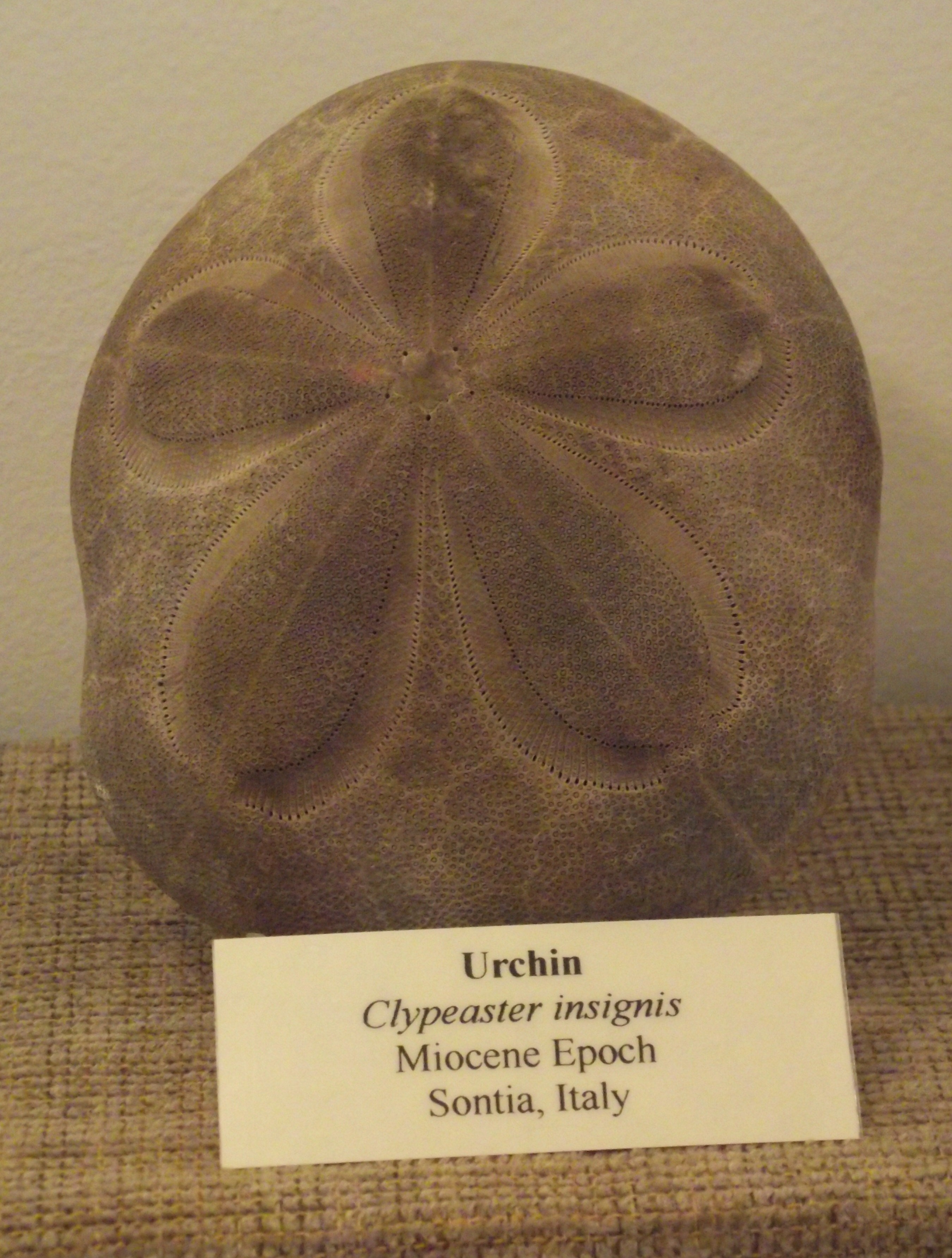
Clypeaster insignis (espèce fossile du Miocène).
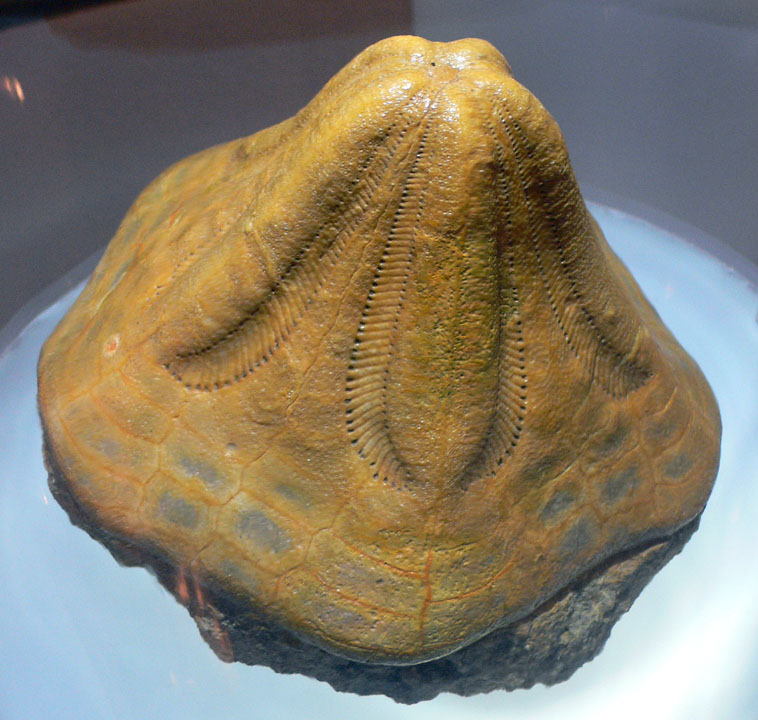
Clypeaster portentosus (espèce fossile du Miocène).
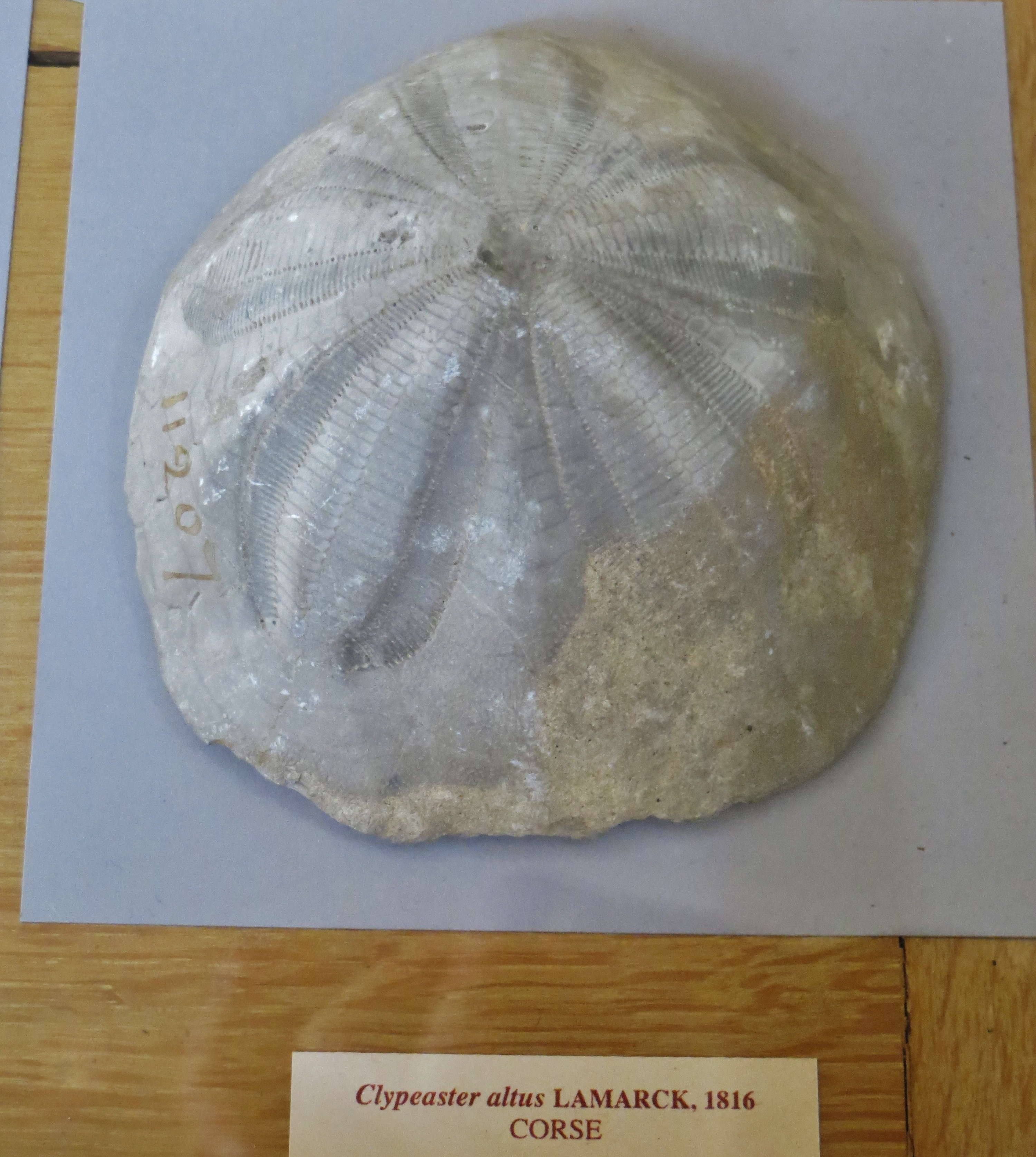
Fossile de Clypeaster altus (MNHN).